# Politique étrangère du Maroc
La politique étrangère du Maroc désigne l’ensemble des relations internationales du Royaume du Maroc depuis son indépendance proclamée le 18 novembre 1955. Le Maroc a gardé des relations étroites avec la France, ancienne puissance coloniale.

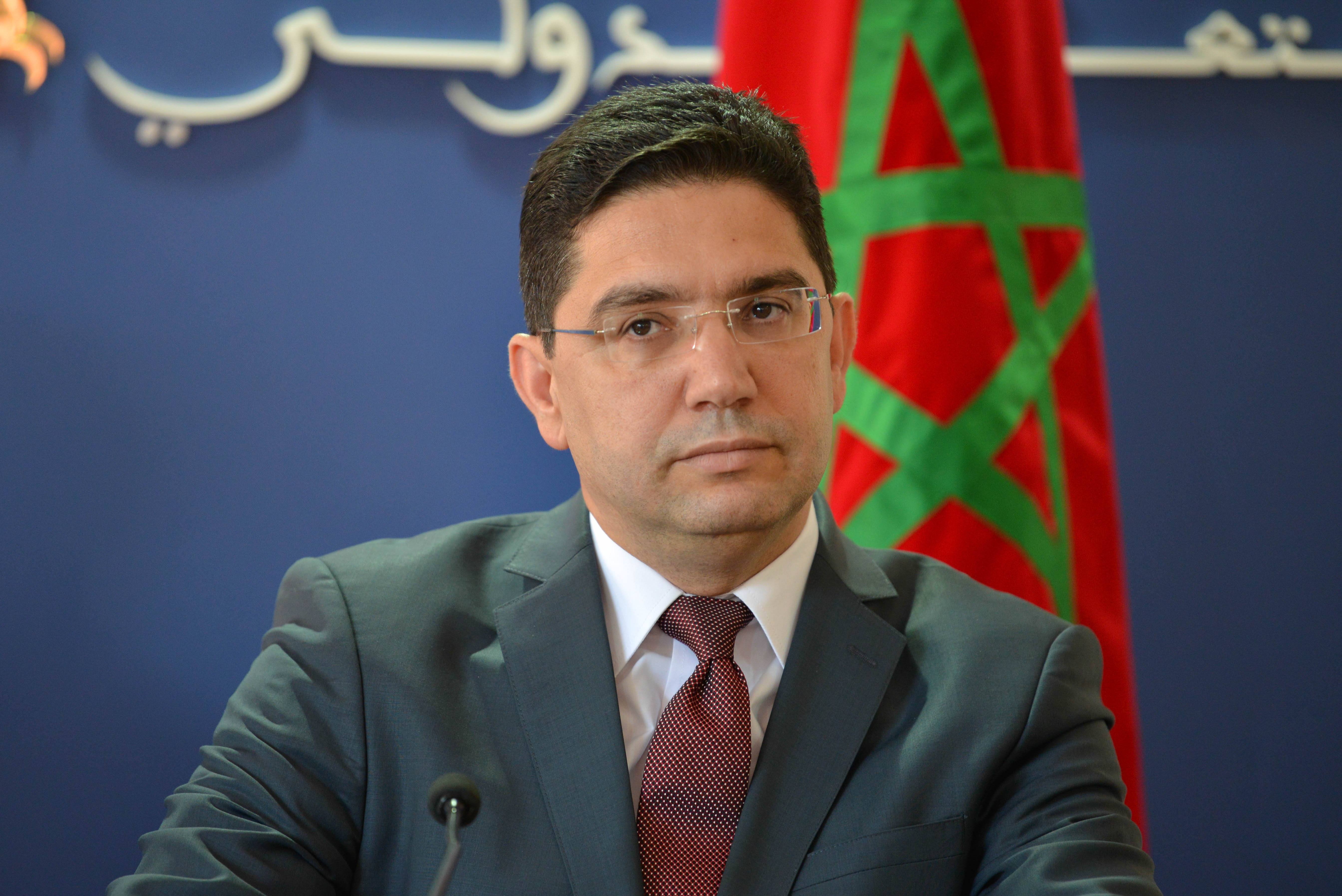
Nasser Bourita, chef de la diplomatie marocaine depuis le 5 avril 2017.

Depuis 2017, le ministre marocain des Affaires étrangères est Nasser Bourita.

## Chronologie des relations

### Premières années après l'indépendance

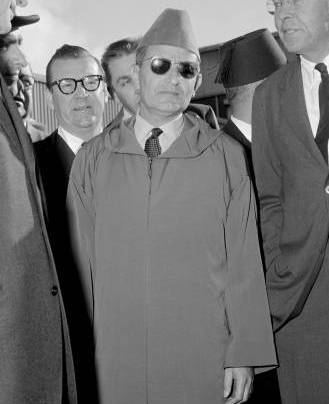
Le roi Mohammed V du Maroc en 1957.

Au cours des premières années d’indépendance, la politique marocaine consiste à reconstituer le « Grand Maroc » (l'Empire chérifien dans ses frontières antérieures à 1912) englobant la Mauritanie, une partie de l'Algérie, le nord-ouest du Mali, voire l'archipel des îles Canaries. L'abandon de cette idéologie se confirme en 1960 par la reconnaissance officielle par Rabat de la République islamique de Mauritanie nouvellement indépendante.
Entre 1958 et 1960, le gouvernement socialiste d'Abdallah Ibrahim, marque la volonté d'émancipation du Maroc, qui se traduit diplomatiquement par son adhésion à la Ligue arabe et par son soutien au panafricanisme, et financièrement par l'abandon du franc marocain, au profit du dirham.
Le Maroc s'affirme en outre comme l'un des membres fondateurs de l'Organisation de l'unité africaine, et abrite en 1961 un sommet auquel participent le Mali, la Guinée, le Ghana, la République arabe unie et le GPRA, tous réunis au sein du groupe de Casablanca qui milite pour une unification avancée du continent.
L'opposition à la France et à sa politique coloniale, notamment durant la guerre d'Algérie, conduit également le Maroc à abriter des bases et des camps d'entraînement du FLN algérien, ainsi que le commandement de la Wilaya V : il s'agit de l'état-major de l'armée des frontières, connu sous le nom de clan d'Oujda et regroupant les futurs dirigeants de l'Algérie indépendante, tels que Houari Boumédiène et Abdelaziz Bouteflika.

### Sous le règne de Hassan II

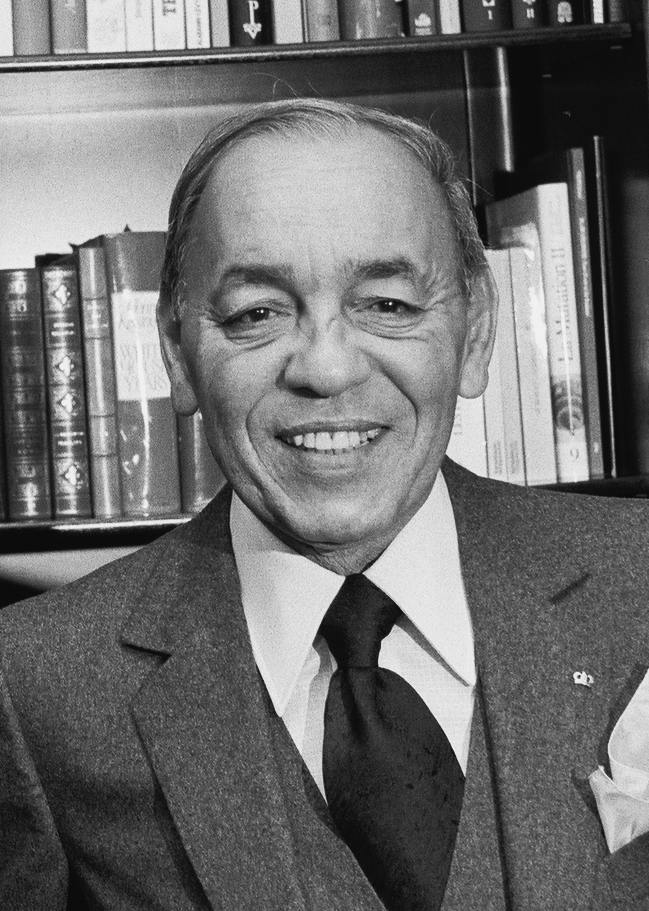
Hassan II, roi du Maroc de 1961 à 1999

En 1961, Hassan II, alors âgé de 32 ans, succède à son père Mohammed V décédé à l'âge de 51 ans. Pour lutter contre l’hégémonie des nationalistes, le jeune roi décide de s’appuyer sur l’élite politique, administrative et surtout militaire berbérophone et francophile. Le roi Hassan II s'appuie sur l'aide de camp de son père Mohamed Oufkir, ancien général de l'armée française vétéran de la Seconde Guerre mondiale et de la guerre d'Indochine, à qui il confie successivement le poste de ministre de l'Intérieur puis ministre de la Défense.
En octobre 1963 le Maroc et l'Algérie se livrent à une série d'affrontements frontaliers connus comme la "guerre des sables", en raison de désaccord au sujet du tracé des frontières à la suite de l’indépendance de l'Algérie obtenue en 1962. Le conflit se termine rapidement par un cessez-le-feu sous la médiation du président malien Modibo Keïta, et par l'abandon du Maroc de ses revendications sur Béchar et Tindouf.
En septembre 1969, l'Organisation de la coopération islamique est fondée à Rabat.
En juillet 1971 et août 1972, deux tentatives de coup d'État militaires sont menées contre Hassan II et échouent. Mohamed Oufkir, probable complice dans la première tentative et instigateur de la deuxième, est tué dans des circonstances imprécises, tandis que le poste de ministre de la Défense est supprimé par le roi Hassan II.
En 1984, le Maroc quitte Orgaisation de l'Union Africaine pour protester contre l'admission au sein de l'institution de la République arabe sahraouie démocratique proclamée par le Front Polisario au Sahara occidental, un territoire que Rabat considère comme sien.

### Sous le règne de Règne de Mohammed VI

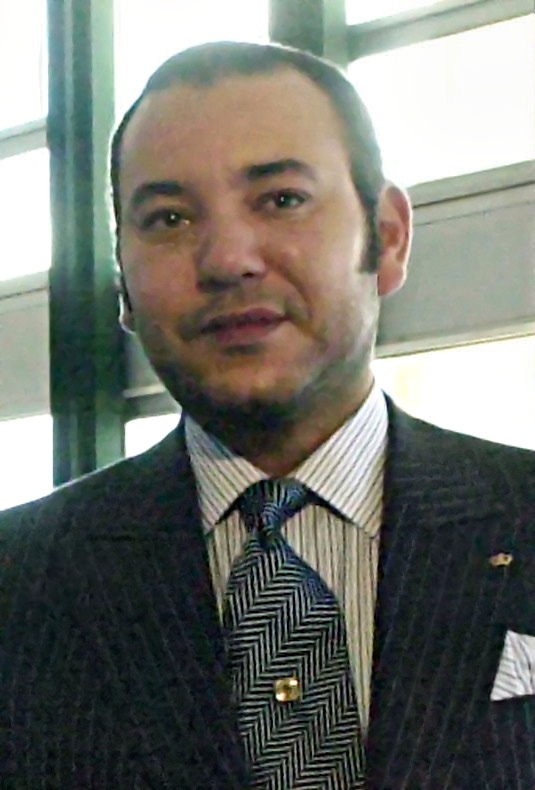
Mohammed VI, roi du Maroc depuis 1999.

Mohammed VI succède à son père Hassan II à sa mort en juillet 1999, devenant le troisième souverain à porter le titre de roi du Maroc.
Le Maroc sous le règne de Mohammed VI a entretenu des relations économiques et politiques très importantes avec la France et les États-Unis, qui le considèrent comme un partenaire important contre le terrorisme au Maghreb.
L'action diplomatique de Mohammed VI se concentre aussi sur la réintégration du Maroc en Afrique, le pays ayant quitté l'Union africaine en 1984 et fermé sa frontière avec l'Algérie en 1994.
En décembre 2020, le Maroc noue des relations diplomatiques avec Israël., en contrepartie de la reconnaissance de la souveraineté marocaine sur le Sahara occidental par les États-Unis.
En décembre 2022, le parcours exceptionnel de l'équipe du Maroc de football lors de la coupe du monde de 2022 provoque une grande ferveur des populations arabes et africaines pour le royaume chérifien, soft power sur lequel le gouvernement espère capitaliser engranger des gains économiques ainsi que diplomatiques. L'année suivante, la reconnaissance israélienne de la souveraineté du Maroc sur le Sahara occidental quelques mois après une inflexion espagnole et dans une moindre mesure, allemande sur cette question, donne satisfaction au Maroc, et pousse le royaume chérifien à concentrer sa pression sur la France pour qu'elle suive ce mouvement.

## Relations avec les autres pays africains
Le Maroc est membre fondateur de l'Organisation de la coopération islamique, dont plus de la moitié des 57 États membres sont situés en Afrique, et de l'Union africaine depuis 2017, date de sa réintégration du Royaume chérifien à la suite de son retrait en 1984.

### Relations avec l'Algérie
Durant la guerre d'Algérie qui dure de 1954 à 1962, les relations entre les deux pays sont positives. Lorsque le Maroc déclare son indépendance en 1956, Mohammed V expédie armes, argent et médicaments au Front de libération nationale, et devient même une base arrière pour des combattants algériens qui bénéficient de camps d'entraînement. Lors de l'arrestation par la France du futur président algérien Ahmed Ben Bella avec d'autres combattants du FLN, Mohammed V décide de suspendre ses relations avec la France jusqu'à ce que ces prisonniers soient libérés, alors qu'ils ne sont relâchés qu'à la fin de la guerre. En avril 1958, le Maroc reçoit des responsables politiques tunisiens et algériens à la conférence de Tanger pour l’unification du Maghreb, lors de laquelle l e parti marocain Istiqlal et le Néo-Destour tunisien s’engagent à renforcer leur soutien au FLN.
Après l'Indépendance de l'Algérie obtenue le 5 juillet 1962., l'homme politique marocain Allal El Fassi, chef de file du Parti de l'Istiqlal, et le jeune roi Hassan II contestent les frontières définies par la France et déclenchent les hostilités en octobre 1963, essayant de mettre la main sur la région de Béchar. La guerre des sables dure environ trois semaines et cesse le 2 novembre à la suite d'une médiation du président malien Modibo Keïta, qui Hassan II et Ahmed Ben Bella à Bamako.
Les années suivantes, dans un contexte de guerre froide, l'Algérie se rapproche des pays communistes et de l'Union soviétique, son principal fournisseur d'armes. tandis que le Maroc se tourne davantage vers les États-Unis.
Mais la plus forte divergence entre les deux États maghrébins concerne la question du Sahara occidental, colonie espagnole jusqu'en 1975 et terre riche en phosphates. Le Maroc exploite la région économiquement et favorise une immigration depuis le nord du pays. L'Algérie, de son côté, soutient la rébellion du Front Polisario et accueille chez elle des réfugiés sahraouis et proclame que l'ancien protectorat espagnol est la « dernière colonie » d'Afrique.
Ces tensions dégénèrent en violents affrontements en début d'année 1976 entre les troupes marocaines et algériennes à Amgalla (Sahara occidental), et entraîne une rupture des relations diplomatiques entre l'Algérie et le Maroc le même année. Celles-ci sont rétablies en mai 1986, à la suite de l'acceptation par le Maroc d'un plan des Nations unies prévoyant un cessez-le-feu et la tenue d’un référendum d’autodétermination au Sahara occidental.
La frontière de 1 600 km qui sépare Algérie et Maroc est fermée depuis 1994, à la suite de l'attentat contre l'hôtel Asni à Marrakech ayant impliqué trois jeunes algériens, le ministre marocain de l'Intérieur Driss Basri accusant les services secret algériens de l'avoir organisé. La décision de fermer la frontière entre ces deux États est prise par l'Algérie, en représailles de la décision de Rabat d'imposer un visa aux voyageurs algériens. Le Maroc est revenu sur cette décision en 2004, suivie par la décision d'Agler de lever à son tour l'imposition d'un visa pour entre en Algérie depuis le Maroc.
Le Président algérien élu en 1999 Abdelaziz Bouteflika tente de rompre cette spirale de tensions et de ruptures en se rendant aux obsèques de Hassan II, évoque les avantages d’un Maghreb débarrassé de ses vieux conflits pour aller de l’avant dans le développement de la région. Mais celui-ci, soutenu par l’armée algérienne, ne peut ignorer les principes fondamentaux mis en place par les militaires et doit constamment ménager la chèvre et le chou, en réaffirmant régulièrement le soutien algérien à l’autodétermination du Sahara occidental.
En avril 2015, la Société nationale des Transports ferroviaires algérienne annonce en la construction d'une ligne de train à grande vitesse de plus de 1 200 km pour relier l'Algérie, la Tunisie et le Maroc.
En décembre 2019, à la suite de l'élection d'Abdelmadjid Tebboune à la présidence de l'Algérie, le roi Mohammed VI lui exprime ses sincères félicitations, et faire part de son souhait d’ouvrir une nouvelle page dans les relations entre les deux États.
En décembre 2020, la reconnaissance par les États-Unis de la souveraineté du Maroc sur le Sahara provoque une nouvelle crise diplomatique entre Rabat et Alger, qui condamne une « violation du droit international ». En janvier 2021, l’armée algérienne, procède à d’importantes manœuvres aéroterrestres à Tindouf (sud), province frontalière du Sahara occidental et du Maroc.

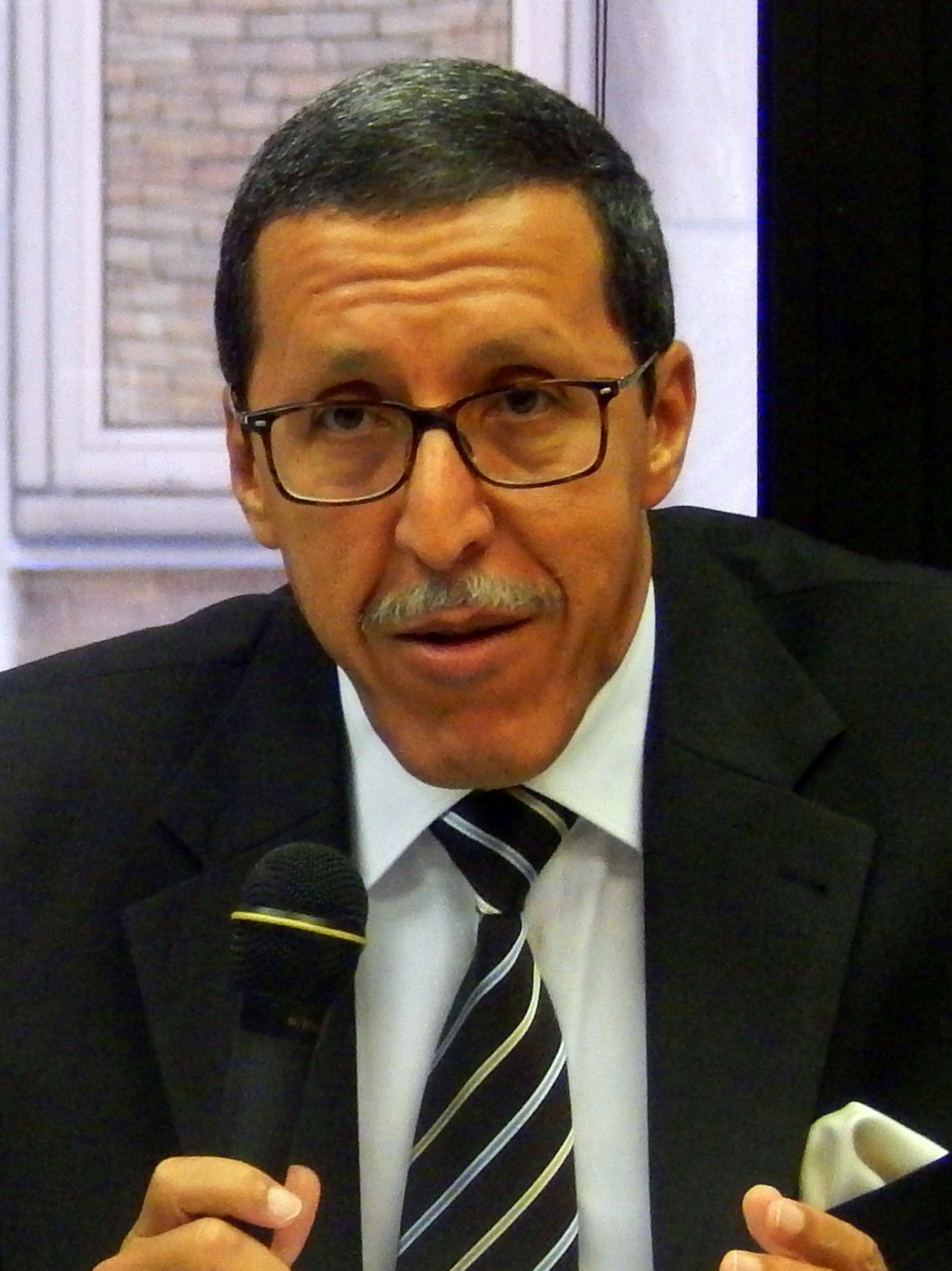
Omar Hilale, ambassadeur marocain auprès des Nations unies.

En juillet 2021, Alger annonce rappeler son ambassadeur à Rabat, en raison de cette nouvelle crise diplomatique entre les deux pays maghrébins sur le Sahara occidental, alors qu'en réaction à ce soutien algérien au Front Polisario, l'ambassadeur du Maroc à l'ONU, Omar Hilale affiche son soutien à l'autodétermination du peuple kabyle (région berbérophone du nord-est de l'Algérie). La semaine suivante, le roi Mohamed VI tente de calmer le jeu, déplore ces tensions, et invite le président algérien Abdelmadjid Tebboune à « faire prévaloir la sagesse et œuvrer à l'unisson au développement des rapports » entre les deux pays.
Le mois suivant, le ministre algérien des Affaires étrangères, Ramtane Lamamra, annonce la rupture des relations diplomatiques avec le Maroc voisin, en raison « d'actions hostiles » du royaume à l'égard de l'Algérie. La semaine précédent cette déclaration, le Haut Conseil de Sécurité, présidé par le président de la République, Abdelmadjid Tebboune, avait décidé de revoir les relations avec le Maroc, accusé d'être impliqué dans les incendies meurtriers qui ont ravagé le nord du pays et fait 90 morts. Le ministère marocain des Affaires étrangères dénonce en réaction une décision « unilatérale et injustifiée, mais attendue », et les « prétextes fallacieux, voire absurdes, qui la sous-tendent ».
En octobre 2021, le président algérien Abdelmajid Tebboune ordonne la fin du contrat gazier concernant le gazoduc reliant l’Algérie à l’Espagne via le Maroc. Le Maroc touchait des droits de transit (entre 50 et 200 millions d’euros/an) et achetait de ce gaz algérien, afin d'approvisionner une centrale électrique de l’Oriental.
Un an plus tard, le président algérien invite toutefois le roi du Maroc Mohammed VI à assister au sommet de la Ligue arabe prévu début novembre 2022 à Alger, malgré un climat de tension persistant et l'absence de lien diplomatique entre les deux pays. En juillet 2023, le roi Mohammed VI du Maroc déclare souhaiter retour à la normale avec l'Algérie et la réouverture des frontières entre les deux pays fermés depuis 1994.

### Relations avec la Côte d'Ivoire
Les relations entre la Maroc et la Côte d'Ivoire datent de l'établissement de relations diplomatiques en 1962, mais sous le règne de Mohammed VI elles se sont renforcées et sont actuellement en pleine expansion. Cet axe s'inscrit dans l'importance que Rabat accorde au développement des relations sud-sud, soit entre le Maroc et l'Afrique noire.
Mohammed VI s'est rendu en Côte d'Ivoire en mars 2014, en novembre 2017 et en novembre 2019. Le roi du Maroc entretient des relations étroites avec le président ivoirien Alassane Ouattara.

### Relations avec l'Égypte
En février 1972, le chef d'État major égyptien Saad El Shazly se rend au Maroc pour solliciter un appui militaire au roi Hassan II los d'une offensive contre Israël dans le but de récupérer le Sinaï. Le monarque accepte avec enthousiasme, mais la participation marocaine à la guerre du Kippour est réduite en raison du coup d'État des aviateurs dirigé contre Hassan II en août 1972 qui provoque la mise aux arrêt de la plupart des pilotes marocains. Des troupes terrestres marocaines sont toutefois déployées, notamment dans les chars, tandis une partie est incorporée aux unités syriennes, l'autre est déployée sur le front du Sinaï (cette dernière arrive néanmoins trop tard pour participer aux combats). Au total, 5500 soldats marocains sont mobilisés en appui de l'offensive égyptienne contre Israël, qui dure entre 6 et le 25 octobre 1973.
Mais la contribution marocaine à l'issue de la guerre du Kippour est selon certains analystes, essentiellement diplomatique. En effet, contrairement aux autres pays de la coalition arabe, le Maroc était un proche allié des États-Unis ce pour quoi Washington, craignant de le perdre en cas de victoire total d'Israël (armée par les Américains), s'est joint à l'Union soviétique pour exiger rapidement la fin des combats.

### Relations avec le Gabon
Entre son accession au trône en 1999 et 2014, le roi Mohammed VI s'est rendu six fois au Gabon, multipliant les accords bilatéraux, notamment sur l’implantation de sociétés marocaines, ainsi que l’octroi de bourses à des étudiants africains dans ses écoles et universités chérifiennes.

### Relations avec le Ghana
En juin 2025, au terme d'une rencontre entre les ministres des Affaires étrangères des deux pays, le Ghana considère le plan d’autonomie présenté par le Maroc comme « la seule base réaliste et durable pour une solution mutuellement acceptable » pour résoudre la question du Sahara occidental,. Les deux pays signent aussi un accord de coopération agricole au terme duquel le Maroc et en particulier le Groupe OCP, spécialisé dans les fertilisants, aident le Ghana dans son développement de la culture du cacao.

### Relations avec la Libye
Le Maroc et la Libye sont membres et cofondateurs de l'Union du Maghreb arabe depuis février 1989, et de l'Union africaine depuis la réintégration de Maroc en 2017,. Mais les relations bilatérales entre le Maroc et la Libye était froides à l'époque de Mouammar Kadhafi (1969-2011), qui était avec le gouvernement algérien l'un des plus fervents soutiens du Front Polisario au Sahara occidental. Celui-ci est renversé et tué lors de la révolution libyenne ce qui ouvre la voie à un rapprochement entre les deux pays maghrébins, mais la Libye, déchirée tout au long des années 2010 par des affrontements entre belligérants se disputant le pouvoir, peine à redevenir un acteur diplomatique significatif sur la scène internationale.
En septembre 2020, le Maroc accueille les pourparlers de paix destinés à mettre fin à la deuxième guerre civile libyenne, tandis que l'Algérie, grande rivale du Maroc en Afrique du Nord, paie son soutien jusqu'au-boutiste à Mouammar Kadhafi par un affaiblissement très fort de son influence en Libye.

### Relations avec la Mauritanie
Au cours des premières années d’indépendance du Maroc en 1956, la politique marocaine consiste à reconstituer le « Grand Maroc », englobant notamment la Mauritanie. Rabat renonce à ses prétentions territoriales en 1961, mais continue de nier l’existence de la Mauritanie jusqu’en 1969.

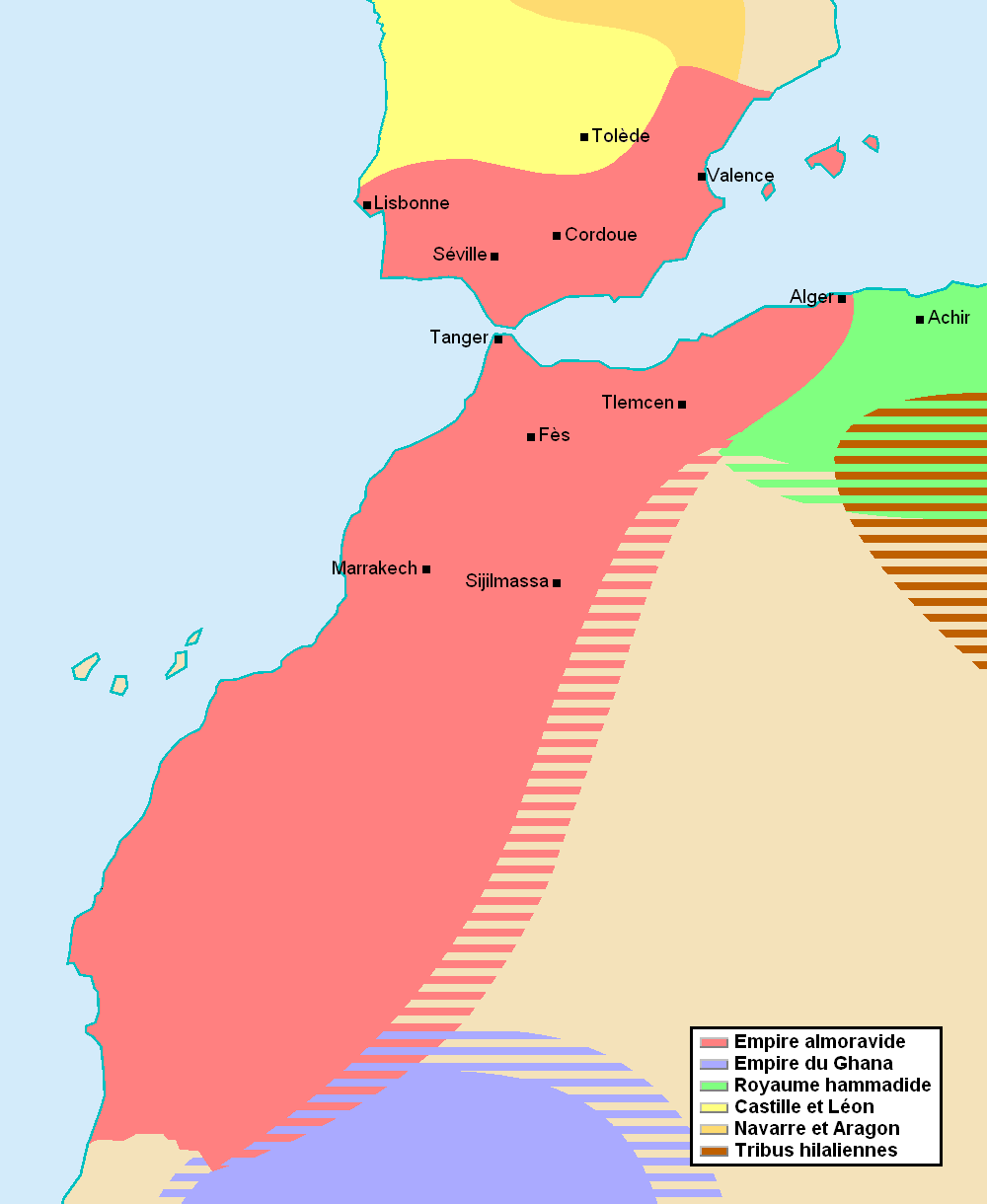
Extension maximale de l'Empire almoravide (début XIIIe siècle)
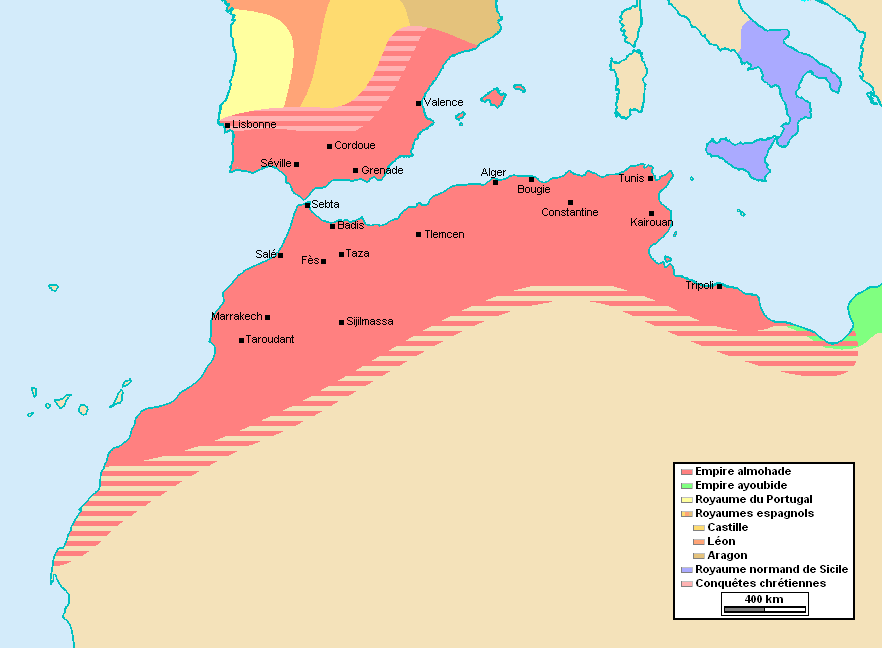
Extension maximale de l'Empire almohade (début XIIIe siècle)
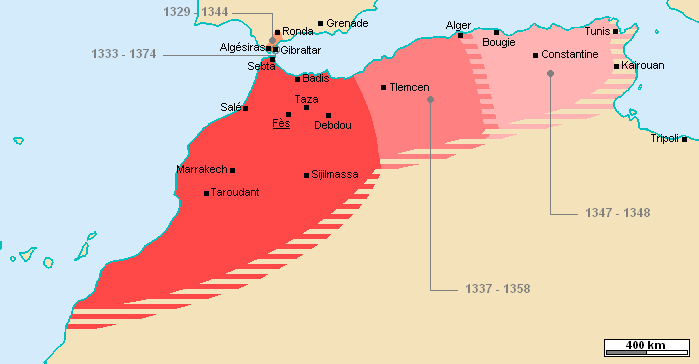
Extension maximale de l'Empire mérinide (milieu XIVe siècle)
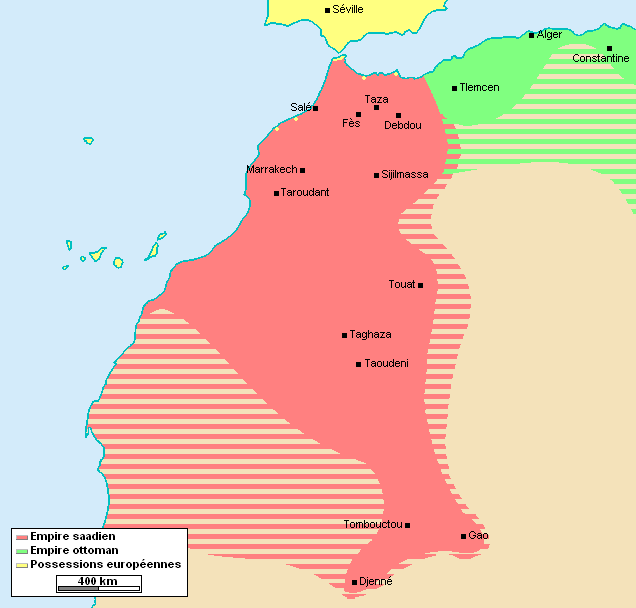
Extension maximale de l'Empire saadien (fin XVIe siècle)
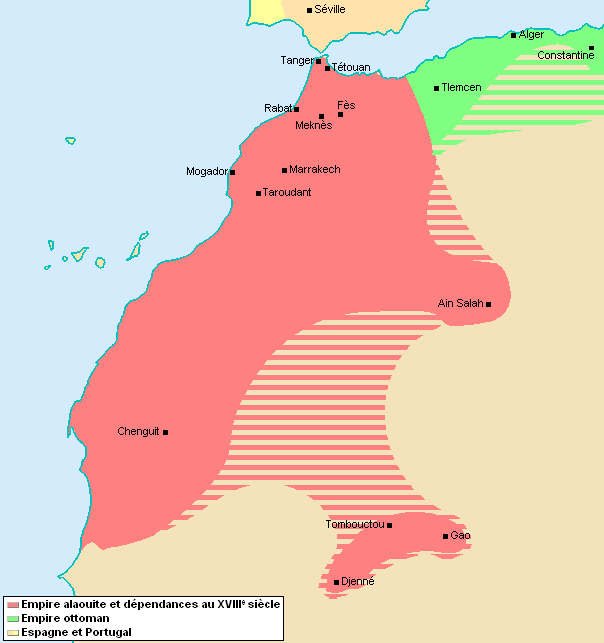
Extension maximale de l'Empire alaouite (début XVIIIe siècle)[réf. nécessaire]

En 1975 l'Espagne, ancienne puissance coloniale, se retire du Sahara occidental cédant les deux tiers au Maroc et à un tiers à la Mauritanie, provoquant une rébellion armée du Front Polisario, à la suite de quoi la Mauritanie se retire de sa portion au profit du Maroc.
Le Maroc et la Mauritanie sont membres et cofondateurs de l'Union du Maghreb arabe depuis février 1989, et de l'Union africaine depuis la réintégration de Maroc en 2017,.

### Relations avec le Nigeria
Le Maroc et le Nigéria coopèrent sur le projet de gazoduc Afrique atlantique, qui est en concurrence avec le projet de gazoduc trans-saharien qui doit aussi servir à exporter le gaz du Nigeria vers l'Europe, mais en passant par l'Algérie. Un accord de coopération énergétique entre le Maroc et le Nigeria est signé sur ce projet commun de pipeline lors d'une visite au Maroc en juin 2018 du président du Nigeria, Muhammadu Buhari, un an et demi après une visite de Mohammed VI à Abuja. Ces deux rencontres des chefs d'État des deux pays s'inscrivent dans un contexte de réintégration du Maroc en Afrique, et se retour dans l'Union africaine en janvier 2017.
En 2022, ce projet est relancé, à l'instar de son concurrent algérien, à la suite de l'invasion russe de l'Ukraine en 2022, qui pousse les Européens à chercher d'autres fournisseurs de gaz que la Russie. Mais ces projets d'infrastructure gazière peinent à se concrétiser faute de financement, et en raison de risques sécuritaires, car ils doivent traverser des régions tenues par des groupes armés au nord du Nigeria et au Mali. En outre, le Nigeria est en concurrence comme fournisseur alternatif gazier pour l'Europe avec les États-Unis, le Qatar, la Norvège ou l’Azerbaïdjan.

### Relations avec la Tunisie
Le Maroc et la Tunisie accèdent à l'indépendance la même année, en 1956. tous deux sont membres et cofondateurs de l'Union du Maghreb arabe depuis février 1989, et de l'Union africaine depuis la réintégration de Maroc en 2017,. En 1957, les deux pays signent un traité au palais royal de Rabat, stipulant notamment que « La Tunisie et le Maroc s’engagent à préserver et à raffermir les liens de fraternité qui existent entre eux et à s’abstenir de tout acte de nature à porter préjudice aux intérêts de l’un ou de l’autre ».
Si le président tunisien Habib Bourguiba (1957-1987) et son successeur Zine El-Abidine Ben Ali (1987-2011) évitent soigneusement de prendre position sur le Sahara occidental, la Tunisie soutient l'indépendance de la Mauritanie (qui l'obtient en 1960) dont le territoire est aussi revendiqué par le Maroc. Ce soutien avait provoqué une rupture entre Rabat et Tunis entre 1961 à 1965, après qu'Habib Bourguiba ait décidé de parrainer à l’ONU la candidature de la Mauritanie, acceptée par la majorité de l’Assemblée générale le 19 avril 1961.
Les années suivantes, Tunis décide de conserver sa neutralité sur le Sahara occidental et dans le conflit entre l'Algérie et le Maroc, même si les relations sont bien plus importantes avec l’Algérie, son voisin frontalier et principal fournisseur d'énergie, qu’avec le Maroc.
En 2017, les deux pays se rapprochent lorsque la Tunisie soutient la réintégration du Maroc dans l'Union africaine. La Maroc. En 2019, lorsque la Tunisie est élue par l’Assemblée générale des Nations unies membre non permanent du Conseil de sécurité pour un mandat de deux ans, l'Algérie et le Maroc intensifient leurs lobbyings pour avoir Tunis dans leur camp.
En décembre 2020, à la suite de la normalisation des relations entre le Maroc et Israël, le Premier ministre tunisien Hichem Mechichi déclare que cela n'impactera pas les relations bilatérales entre le Maroc et la Tunisie, et en profite pour réaffirmer les « liens fraternels » qui unissent les deux États.
En août 2022 toutefois, le Maroc et le Tunisie rappellent leurs ambassadeurs respectifs à la suite de la visite du chef du Front Polisario Brahim Ghali à Tunis, accueilli par le Président tunisien Kaïs Saïed.

## Relations avec les pays européens

### Relations avec l'Union européenne
Le Maroc est un allié stratégique de l'Union européenne, le royaume chérifien ayant des relations bilatérales très intenses, diplomatiques, économiques et commerciales avec trois de ses poids lourds : la France, l'Espagne, et l'Allemagne. Le roi Hassan II, considérant que le Maroc est « un arbre dont les racines sont en Afrique et le feuillage en Europe », s'est efforcé de nouer des liens forts avec les deux continents.
Pour autant, les relations entre le Maroc et l'Union européenne se tendent à plusieurs reprises, l'Europe étant solidaire de l'Espagne en crise diplomatique avec le Maroc en 2001 et 2021 au sujet de conflits territoriaux, du soutien espagnol au Front Polisario, et du contrôle de flux de migrants. En juin 2021, le Parlement européen vote une résolution (à laquelle s'oppose toutefois les députés français) condamnant « l’utilisation par le Maroc des contrôles aux frontières et de la migration, notamment des mineurs non accompagnés, comme moyen de pression politique sur un État membre de l’Union ». La ministre espagnole de la Défense Margarita Robles déclare qu'une « agression à l’égard des frontières espagnoles » est aussi une agression à l'égard des « frontières de l’Union européennes ». En réaction, le chef de la diplomatie marocaine Nasser Bourita décide de calmer les tensions, déclarant que la vague de migration de mineurs vers Ceuta est due « à un contexte de fatigue dans la police marocaine après les festivités de fin de ramadan ».

### Relations avec la France
Les relations entre la France et le Maroc sont très anciennes. Certaines sources historiques parlent de l’arrivée d’une ambassade des Idrissides au palais de Charlemagne au IXe siècle.

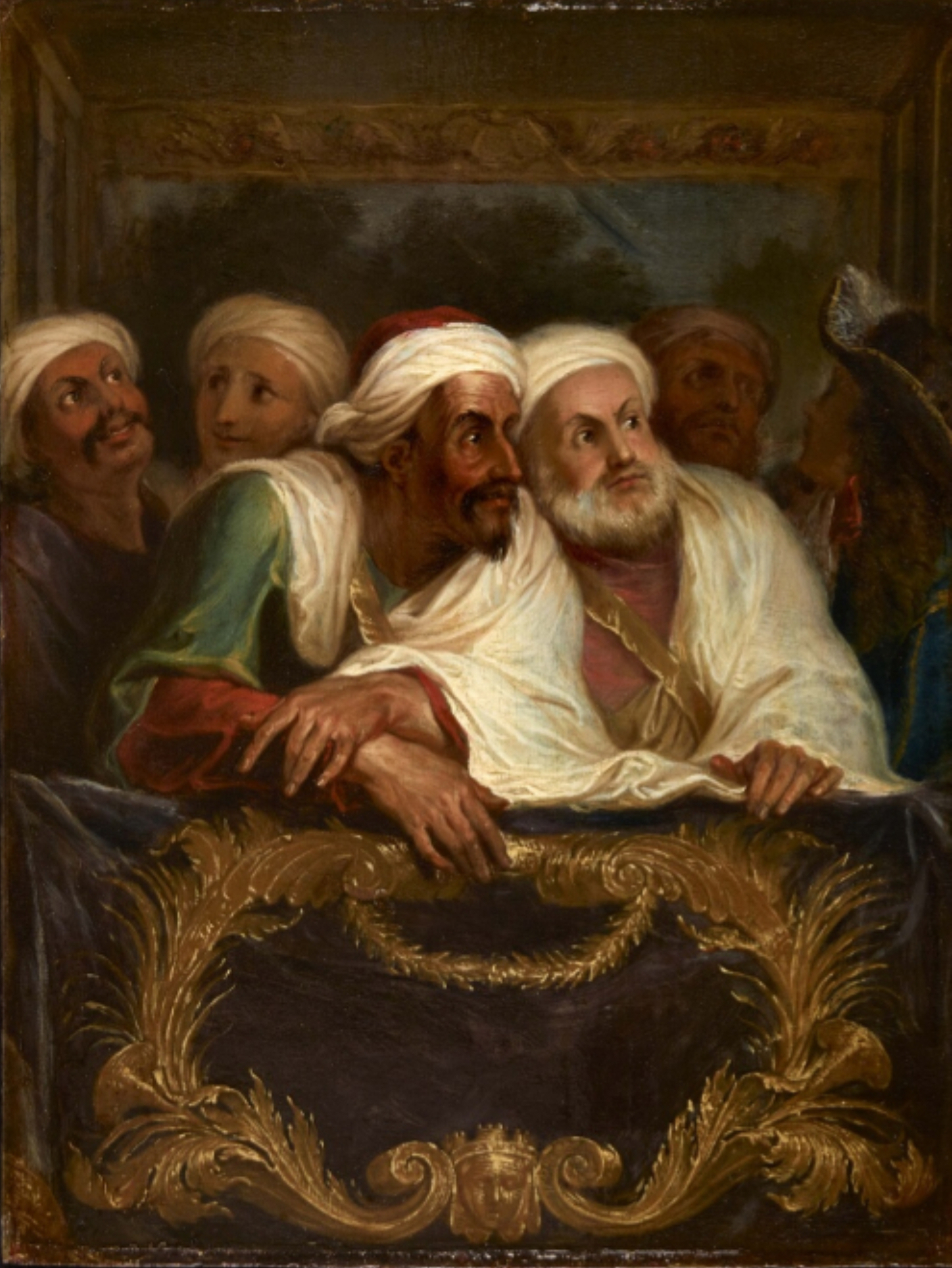
L'ambassadeur du Maroc Mohammad Temim à la Comédie Italienne (1682 - tableau d'Antoine Coypel, Versailles).

Au XVIIe siècle, le sultan du Maroc Moulay Ismaïl, qui cherchait des alliés contre l'Espagne, envoie à la cour de Louis XIV l'ambassadeur Mohammad Temim en 1682. Dès lors, une intense coopération militaire et économique s'établit entre les deux états.

#### Le Maroc protectorat français
En 1880, le Maroc, seul pays d'Afrique du Nord à échapper à la tutelle ottomane faisait l’objet de convoitises de la part des puissances européennes, particulièrement de la France. À l’instar de l'Égypte, le Maroc est confronté à d'importantes difficultés financières causés par un déficit commercial croissant et structurel, résultant de la concurrence des puissances industrielles européennes. En 1904, un emprunt marocain de 62,5 millions de francs, financé par la France et la Grande-Bretagne, accroît la dépendance financière du Royaume vis-à-vis des puissances européennes. Le sultan Abdelaziz ben Hassan accusé d’être à la solde des Européens, est destitué en 1907 au profit de son frère Abdelhafid ben Hassan, qui ne peut plus infléchir la situation. Entre 1903 et 1912, la dette représente en effet entre 10 et 16 années de recettes fiscales. La souveraineté française sur le Maroc est entérinée en 1912 par le Traité de Fès, qui place la majeure partie du Maroc sous la dépendance et la protection de la France. Le général Hubert Lyautey est nommé résident général de France au Maroc.
Pendant les décennies qui suivent l'établissement du protectorat français, le Maroc est le théâtre de multiples insurrections anti-coloniales réprimées par le général Lyautey, et son successeur en 1936, le général Charles Noguès, connue en France comme la « campagne du Maroc ».
Lorsqu'en 1939 la Seconde Guerre mondiale se déclenche en Europe, l'opposition nationaliste au Maroc est décimée par la répression. À la suite de la défaite de la France en juin 1940, le général Noguès se rallie au gouvernement de Vichy de Philippe Pétain, mais les leaders nationalistes ne s'alignent pas sur cette position. Le sultan Sidi Mohammed ben Youssef (futur roi Mohammed V), souverain chérifien depuis 1927, refuse d'appliquer les lois antisémites d'inspiration nazie aux Marocains de confession juive.
Après le débarquement anglo-américain en Afrique du Nord en novembre 1942, celui-ci reçoit la conférence d'Anfa (Casablanca) en 1943, bénéficiant du soutien du président américain Franklin Delano Roosevelt, et reconnaît le Comité français de libération nationale du général de Gaulle. Le Maroc paie un lourd tribut à la guerre européenne : entre 25 000 et 30 000 hommes tombent pour la libération de la France. Les goumiers marocains s'illustrent notamment au cours des campagnes de Tunisie, d'Italie, du débarquement en Provence, puis au cours de la campagne d'Allemagne.
À partir des années 1950, le mouvement national marocain prend la forme d'une lutte armée avec la création de l'Armée de libération nationale qui établit des foyers de guérilla principalement dans les régions montagneuses du Moyen-Atlas, du Rif et de la frontière algérienne. En août 1955, des négociations sont menés à Aix-les-Bains (Savoie) entre la France et les mouvements nationalistes marocains, en vue d'établir l'indépendance du protectorat de la France
L'indépendance du Maroc est proclamée officiellement par une déclaration commune franco-marocaine le 2 mars 1956.

#### Après l'indépendance du Maroc
Sous le règne de Hassan II, le Maroc entretient une forte proximité avec la France, largement influencée par la francophilie personnelle du monarque, diplômé de l'Université de Bordeaux, et ayant effectué une partie de sa carrière militaire en France, où le général de Gaulle l'a décoré de la croix de la libération en 1945.
En mai 1956, trois mois après l'indépendance du Maroc, celui-ci signe avec la France un accord diplomatique de coopération stipulant que les deux pays doivent obligatoirement intégrer les intérêts de l’autre dans leur politique étrangère. Mais le Maroc renonce à appliquer cet accord pendant la guerre d'Algérie en soutenant le Front de libération nationale combattant pour l'indépendance algérienne de la France. En 1956, l'arrestation par la France de plusieurs leader du FLN, notamment le futur président algérien Ahmed Ben Bella provoque une suspension des relations diplomatiques entre la France et le Maroc. Le lendemain, d'importantes manifestations au Maroc à Meknès en protestation à ces arrestations dégénère en émeutes, lors desquelles 53 Français sont tués, ainsi que 39 blessés. En dépit des rapports tendus entre la France et le Maroc, le gouvernement marocain promet des châtiments sévères contre les coupables de ces émeutes, dont la plupart sont condamnés à la prison à vie ou des années de travaux forcés, et quatre à mort. Toutefois, en février 1958, le bombardement par l'armée française du village tunisien de Sakiet Sidi Youssef, soupçonné de servir de refuge à des combattants du FLN, provoque une vive émotion au Maroc, qui accroît son soutien à l'Algérie.
Il faudra attendre la fin de la guerre et la proclamation de l’indépendance de l’Algérie, en juillet 1962, pour voir s’améliorer les relations franco-marocaines. Mais cette détente fut de courte durée puisque l'assassinat en octobre 1965 à Paris du principal l'opposant politique marocain Mehdi Ben Barka, probablement commandité par Hassan II, provoque une nouvelle crise politique entre les deux États.
Les relations franco-marocaines se normalisent en 1969 après l'élection du président français Georges Pompidou, et son successeur Valéry Giscard d’Estaing poursuit et approfondie leur coopération politique, économique et sécuritaire. Dans les années 1970, des soldats marocains interviennent sur le continent africain à la demande du président français pour soutenir des chefs d'État africains favorables à la France, comme Mobutu. En contrepartie, la France soutient le Maroc à l'ONU, notamment sur la question du Sahara occidental, et fait bénéficier à l'armée marocaine de son savoir-faire technique et sécuritaire. Hassan II obtient notamment de Valery Giscard d’Estaing que l’aviation française effectue des raids contre les camps sahraouis rebelles en Mauritanie en 1977.
En mai 1981, l’élection de François Mitterrand à la présidence déstabilise les élites marocaines, convaincues, dans un contexte de guerre froide, que la gauche française est plus proche de l’Algérie qui se revendique « socialiste arabe ». Mais le nouveau président français se montre rassurant en effectuant deux voyages au Maroc, et maintient la position de neutralité officielle de la France sur le Sahara occidental. Mais les relations franco-marocaines se refroidissent avec la parution du livre « Notre ami le roi » en septembre 1990 décrivant et dénonçant des cas d'assassinats politiques et tortures au Maroc, faisant voler en éclat l'image d'un pays moderne partageant les valeurs de l’Occident.
En 1995, l'élection de Jacques Chirac à la présidence française provoque un nouveau réchauffement des relations franco-marocaines, ce dernier ayant de fortes affinités personnelles avec le royaume chérifien où il passe de longue date ses vacances, et qu'il décrit comme sa « seconde patrie ». L'année de sa mort en 1999, le roi Hassan II est invité d'honneur de Jacques Chirac, à assister à la fête nationale française du 14 juillet. Hassan II décède la semaine suivante, le 23 juillet 1999 après 38 ans de règne sur le Maroc. Lors de ses obsèques, Jacques Chirac déclare à son fils et successeur Mohammed VI : « Majesté, je dois beaucoup à votre père, et si vous le souhaitez, tout ce qu’il m’a donné, je m’efforcerai de vous le rendre. ». En 1999, le roi Mohammed VI choisi la France comme première visite d'état. La même année, es deux pays signent des « accords d’exception », qui se traduisent par des rencontres bilatérales de haut niveau tous les deux ans.
En mai 2012, Mohammed VI est le premier souverain étranger reçu par le président François Hollande à la suite de son élection. Son successeur Emmanuel Macron poursuit dans un premier temps cette dynamique de bonnes relations bilatérales entre la France et le Maroc. Deux mois après son élection, le couple présidentiel est invité par le couple royal à partager un iftar, ce repas qui réunit famille et amis proches pour la rupture du jeûne du ramadan.

#### Crise politique de 2023
En début d'année 2023, plusieurs litiges concernant différent sujets provoquent un refroidissement des relations franco-marocaines :
- La révélation par le collectif de journalistes Forbidden Stories de l'espionnage du président Emmanuel Macron et de plusieurs de ses ministres avec le logiciel israélien Pegasus. Les services secrets marocains, qui viennent d'obtenir ce logiciel à la suite du rapprochement israélo-marocain en décembre 2020, sont soupçonnés.
- La réduction des visas accordés par la France aux Marocains
- La proximité affichée entre la France et l'Algérie dont témoigné la visite officielle effectuée par Emmanuel Macron à Alger en août 2022, suivie en janvier 2023 par la visite du général Saïd Chengriha, chef d’état-major de l’armée algérienne à Paris, alors que Rabat et Alger ont rompu leurs relations diplomatiques en août 2021.
- Le refus de la France d’emboîter le pas aux États-Unis en reconnaissant la souveraineté marocaine sur le du Sahara occidental.

En raison de ces divergences, Rabat refuse de nommer un autre ambassadeur à Paris après la fin du mandat de Mohamed Benchaâboun en début d'année 2023, et reporte une visite d’Emmanuel Macron au Maroc. Déclarant atteindre un « positionnement clair » de la France sur la question du Sahara occidental, ce qui est dénoncé par plusieurs analystes, observateurs, et personnalités diplomatiques comme un chantage à l'égard de la France.

#### Rapprochement de 2024
Malgré ce bras de fer, la France demeure un partenaire incontournable du Maroc, dont elle reste le premier investisseur étranger, tandis qu'un million de touristes français ont visité le Maroc au premier trimestre 2023, et 45 000 Marocains étudient en France, soit le premier contingent d'étudiants étrangers dans l'hexagone.
En 2024, les relations entre les deux pays se resserrent : le ministre des Affaires étrangères Stéphane Séjourné se rend au Maroc. En juillet 2024, le président français Emmanuel Macron annonce, dans une lettre au roi Mohammed V, apporter son soutien au plan d'« autonomie sous souveraineté marocaine » défendu par le Maroc. Ce changement de position entraîne une brouille durable entre le France et l'Algérie. Emmanuel Macron effectue une visite d'État au Maroc en octobre 2024 avec une large délégation et est accueilli par le roi à la descente de l'avion. Cette visite vise à concrétiser le rapprochement avec le Maroc. Des accords économiques sont signés. Macron tient un discours devant la Chambre des représentants,.

### Relations avec l'Espagne

#### Historique des relations
Pendant la première moitié du XXe siècle, le Maroc est sous influence française et espagnol, départagés par la convention franco-espagnole de Madrid du 27 novembre 1912. Le territoire de la zone d'influence de l'Espagne au Maroc est réparti en deux zones disjointes, encadrant au nord et au sud celui sous protectorat français.
En juillet 1936, un coup d'État militaire est initié depuis le Protectorat espagnol au Maroc dans le but de renverser le gouvernement de la Seconde République espagnole. L'échec de cette tentative est à l'origine du déclenchement de la guerre civile espagnole, lors de laquelle le général Francisco Franco enrôle près de 60.000 Marocains du Rif contre une solde modeste, mais suffisante en raison de leur pauvreté, dont la participation s'avère décisive dans la victoire franquiste en 1939. Celle-ci débouche sur l'établissement en Espagne d'une dictature avec le général Franco à sa tête, qui dure jusqu'en 1975. Cette année marque aussi la remise administrative par l'Espagne de la plus grande partie du Sahara occidental au Maroc, par les accords de Madrid du 14 novembre 1975.
Depuis lors, les relations contemporaines entre la Maroc et l'Espagne sont toujours influencées par la position de l'Espagne vis-à-vis du Sahara occidentale. Celle-ci est variable, étant régulièrement débattue au sein de la classe politique espagnole. L’Espagne accueille sur son territoire plusieurs milliers de Sahraouis, dans leur grande majorité hostiles à l’« occupation » marocaine, et c’est depuis l’archipel espagnol des Canaries que le Front Polisario tente d’aider ceux qui, au Sahara, s’opposent à la présence marocaine.
Depuis 2001, les deux états se disputent la souveraineté de l'Îlot Persil, situé à 200 m de la côte marocaine et à 8 km à l'ouest de l'enclave espagnole de Ceuta (restée sous souveraineté espagnole depuis le XVe siècle).

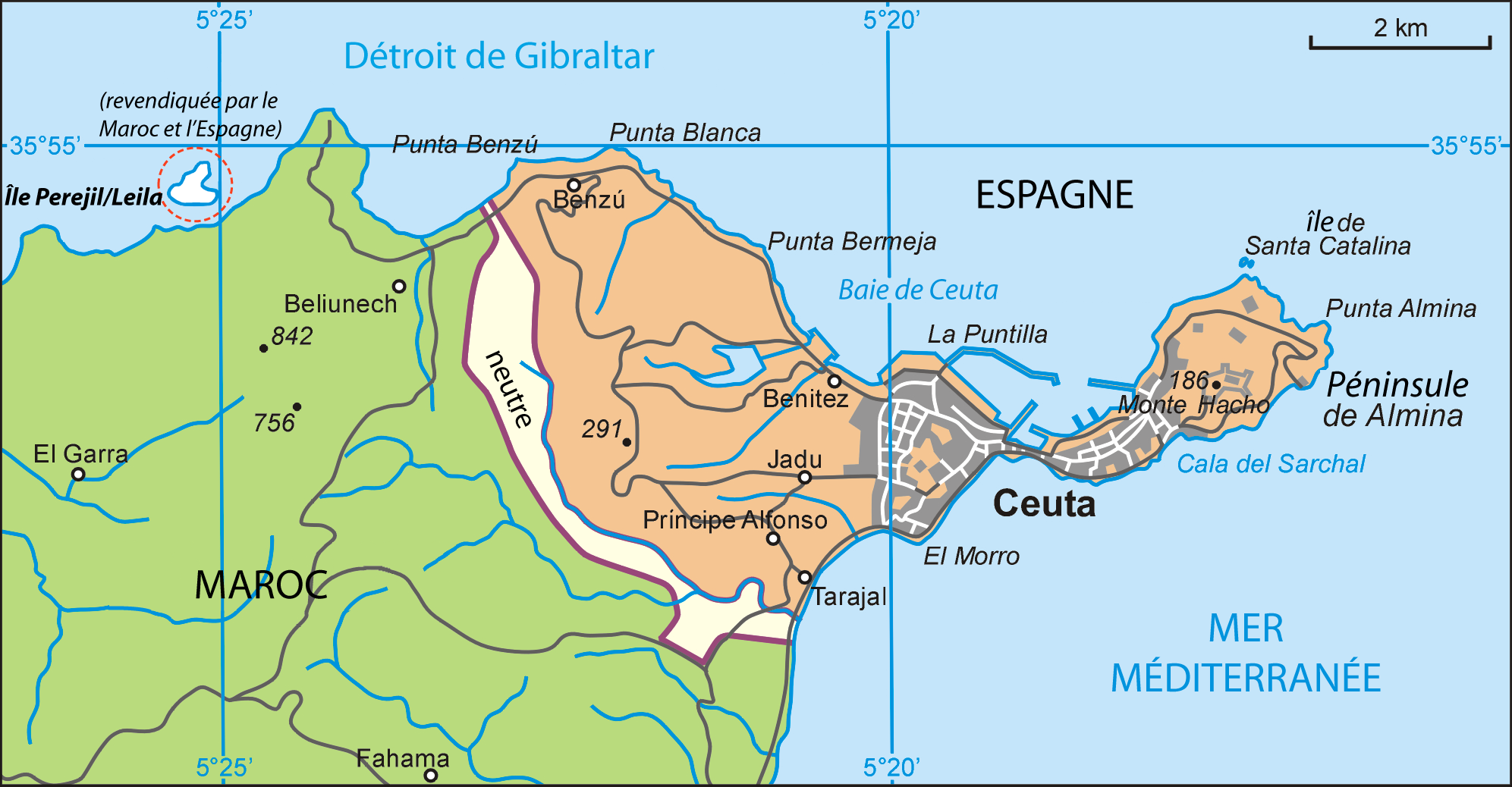
Carte montrant le nord du Maroc et l'enclave espagnole de Ceuta, incluant l'îlot Persil (en haut à gauche).

En dépit de ces sujets de tensions, l'Espagne et le Maroc ont des relations bilatérales fortes dans les domaines économiques et sécuritaires, notamment sur la gestion de l'immigration entre les deux continents. Les deux états ont la particularité de partager une frontière d'environ 16 km, bien qu'étant sur deux continents situés de part et d'autre de la Mer Méditerranée. Cette frontière est située le long des villes de Melilla (12,3 km2) et Ceuta (19 km2), deux villes de 85 000 habitants chacune, situées dans des enclaves contrôlées par l'Espagne depuis le XVIe siècle. Ces enclaves sont considérées comme des portes d’accès à l’Europe par des milliers d’Africains, et des foyers de lutte contre l’immigration clandestine par le gouvernement espagnol.
En 2015, 800 000 émigrés marocains résidaient en Espagne, dont le Maroc est son deuxième partenaire commercial en dehors de l’Union européenne.

#### Crise politique de 2021-2022
En décembre 2020, le chef du gouvernement marocain Saad Eddine El Othmani évoque la nécessité d'ouvrir la question de la souveraineté des enclaves espagnoles de Melilla et Ceuta, provoquant une crise diplomatique entre Rabat et Madrid. En janvier 2021, à la suite de la reconnaissance américaine du Sahara occidental comme territoire marocain, Rabat demande à Madrid d’emboîter le pas de Washington en reconnaissant à son tour la souveraineté du Maroc sur ce territoire.
Il est assez logique de lier ces deux dossiers de conflits territoriaux, car Madrid et Rabat savent qu'une reconnaissance espagnoles de la souveraineté marocaine sur le Sahara occidental risquerait d’entraîner l'Union européenne dans cette voie. Cela étant, une victoire diplomatique significative du Maroc sur le conflit du Sahara occidental aurait aussi pour conséquence d'inciter ce dernier à focaliser ses prétentions sur les enclaves espagnoles de Melilla et Ceuta. Ainsi, malgré les pressions marocaines, Madrid a tout intérêt à tenir bon alors que Rabat, considérant la position de l'ancienne puissance coloniale espagnole membre de l'Union européenne comme déterminante, a tout intérêt à maintenir la pression.
En avril 2021, le président de la République arabe sahraouie démocratique (non reconnue internationalement) Brahim Ghali, de nationalité espagnole depuis 2006, est accueilli en Espagne pour recevoir des soins après avoir contracté le Covid-19. Alors que la cheffe de la diplomatie espagnole, Arancha Gonzalez affirme que les relations entre le Maroc et l'Espagne ne seront pas affectées par l'accueil du leader des indépendantistes sahraouis, son homologue marocain Nasser Bourita convoque l'ambassadeur espagnol à Rabat pour exprimer « l'incompréhension et l'exaspération » du Maroc, et « demander des explications ».
Le mois suivant, les autorités marocaines laissent près de 8000 personnes traverser en une journée clandestinement la frontière de l'enclave de Ceuta, pour mettre la pression sur l'Espagne. En réaction, la ministre espagnole des Affaires étrangères, Arancha González, convoque l’ambassadrice marocaine pour lui rappeler que « le contrôle des frontières a été et doit rester de la responsabilité partagée de l’Espagne et du Maroc », tandis que plus de la moitié des migrants sont reconduits du côté marocain de la frontière par l'armée espagnole. À Rabat, le directeur central de la police judiciaire, Mohammad Dkhissi affirme que l’Espagne était perdante dans cette brouille et que le Maroc, « qui est une puissance régionale, n’est le serviteur d’aucun pays ». L’ambassadrice du Maroc à Madrid, Karima Benyaich, est rappelée en consultation.
L'Espagne, de son côté, temporise avec patience et joue l’apaisement. En juillet, le Président espagnol Pedro Sánchez opère à un remaniement gouvernemental et limoge Arancha González, remplacée par José Manuel Albares. Certains voient dans ce limogeage une conséquence des relations très tendues qu'entretient l'Espagne avec le Maroc depuis l'accueil Brahim Ghali à Saragosse, et dont la responsabilité est imputée par le Maroc à cette dernière. Si cette accusation est fausse, il est probable que Pedro Sánchez a pris cette décision pour apaiser les relations entre Madrid et Rabat. Plus significatif encore, Madrid accepte de combler le déficit énergétique dont pâtit le Maroc depuis que son voisin algérien a mis fin en octobre 2021 au contrat gazier qui permettait d'alimenter en gaz algérien le Maroc et l'Espagne par un même gazoduc. En novembre, Madrid et Rabat s'accordent pour exploiter le gazoduc dans le sens nord-sud, permettant au Maroc d'importer du gaz naturel liquéfié américain regazéifié en Espagne.
Le 18 mars 2022, Madrid change finalement de position et décide de céder aux exigences marocaines sur le dossier du Sahara occidental en déclarant par la voix de son chef de la diplomatie José Manuel Albares : « L'Espagne considère que l'initiative d'autonomie présentée en 2007 (par le Maroc) est la base la plus sérieuse, réaliste et crédible pour la résolution de ce différend entre Rabat et les indépendantistes du Front Polisario. ». Selon Bernabé López, professeur d'études arabes et islamique à l'Université autonome de Madrid, ce geste a principalement pour but d'obtenir de Rabat un contrôle des flux migratoires. Dans le cadre de la normalisation des relations entre les deux pays, une visite de Pedro Sánchez au Maroc, dont la date n'a pas été communiquée, est programmée tandis que José Manuel Albares annonce qu'il se rendra lui à Rabat « avant la fin du mois ». Mais ce virage de Pedro Sánchez pourrait créer de fortes tensions au sein de son exécutif avec ses alliés de la gauche radicale de Podemos, favorables à l'autodétermination des sahraouis.

### Relations avec l'Allemagne
L’Allemagne et le Maroc entretient une coopération économique et commerciale très active, l'Allemagne qualifiant régulièrement le Maroc comme « son meilleur allié dans la région ». En outre, sur le plan économique, près de 300 sociétés allemandes sont représentées au Maroc, principalement dans les pôles économiques de Casablanca et Tanger, tandis que l'Allemagne a importé en 2019 pour 1,4 milliard d'euros de marchandises du Maroc, et exporté pour 2,2 milliards d'euros vers le royaume chérifien.
En 2017, l'ancien président allemand Horst Köhler est nommé par le secrétaire général de l'ONU Antonio Guterres, envoyé spécial pour le Sahara occidental. Son souci du multilatéralisme, du droit des peuples à disposer d'eux-mêmes, et son intransigeance vis-à-vis du Maroc sur la question du Sahara occidental provoque un refroidissement des relatons germano-marocaines, sans affecter que leur coopération économique. Mais après la fin de son mandat en 2019, la diplomatie marocaine déclare qu'elle veut plus d’un émissaire allemand.

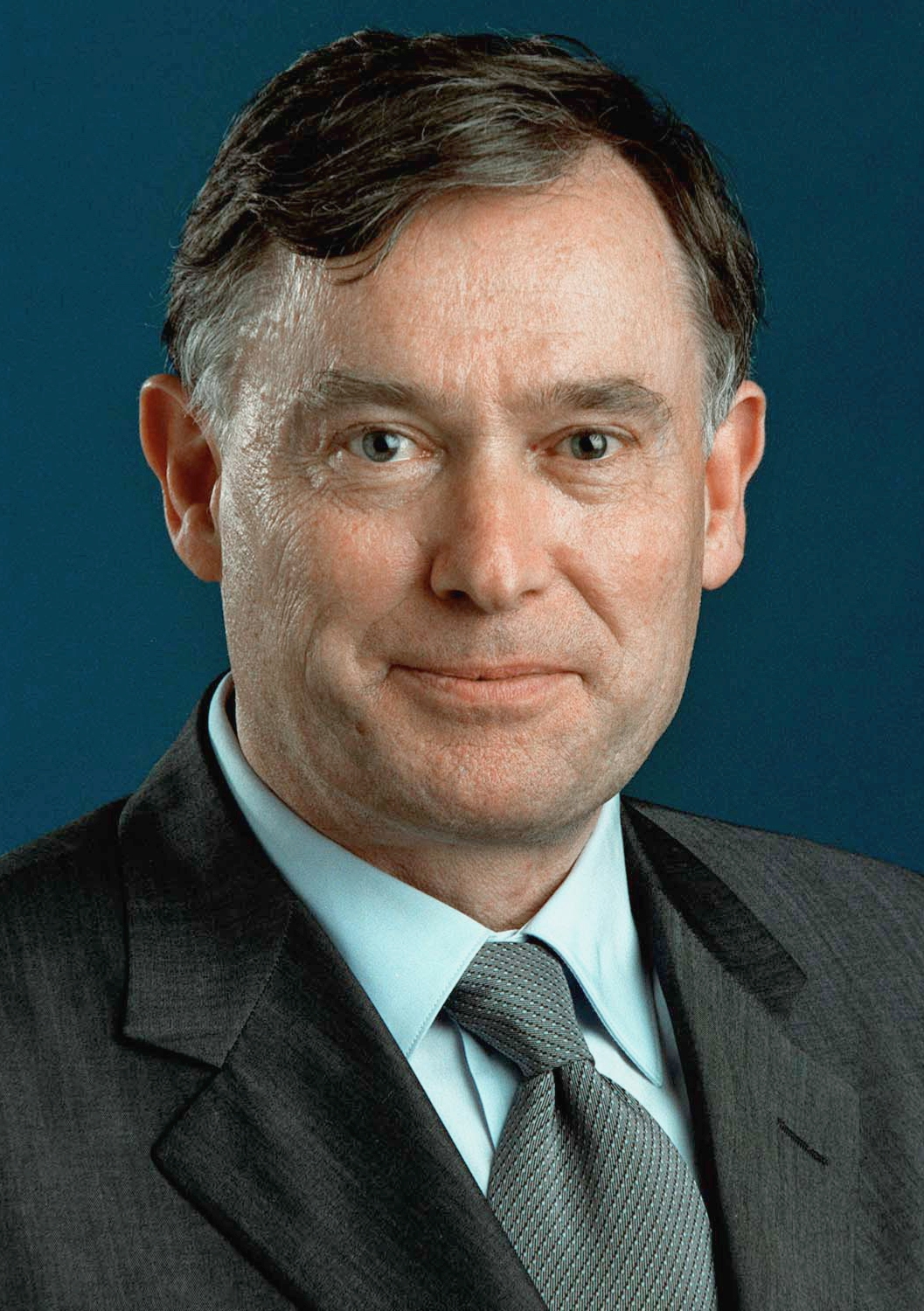
Horst Köhler, ancien président allemand de 2004 à 2010, et envoyé spécial de l'ONU pour le Sahara occidental de 2017 à 2019.

En décembre 2020, le chef de la diplomatie marocaine Nasser Bourita salue dans un communiqué l'excellence de la coopération bilatérale entre les deux pays après un entretien téléphonique avec son homologue allemand Gerd Muller. Mais les espérances d'un effet d'entraînement en Europe à la suite de la décision de Donald Trump de reconnaître la souveraineté du Maroc sur le Sahara occidental se heurtent à une fin de non-recevoir de l'Allemagne, poids lourd de l'Union européenne, provoquant l’exaspération de Rabat.
L’Allemagne réaffirme sa détermination « à parvenir à une solution juste, durable et mutuellement acceptable sous la médiation des Nations unies », tandis qu'un communiqué du représentant allemand à l’ONU Christoph Heusgen réaffirme la centralité du processus onusien et se démarque de l’initiative américaine. Il va même plus loin en faisant endosser au Maroc l’échec du processus référendaire mis en place par l’ONU au début des années 1990, affirmant que « 10 000 colons ont été transférés par le Maroc dans la région qu’il occupait ». Pour Berlin, les transferts de Marocains pour venir grossir le corps électoral Sahara occidental sont à l’origine de l’enlisement du processus référendaire. L’ambassadeur d’Allemagne au Maroc Götz Schmidt-Bremme déclare que le confit du Sahara a trop duré, et qu’une solution juridique est nécessaire pour que Berlin puisse encourager et soutenir les entreprises allemandes à y investir. Il précise que le Front Polisario doit « obtenir quelque chose » et la solution doit être acceptée des deux parties.
Toutefois, en mars 2021, le Maroc annonce suspendre ses contacts avec l'Allemagne, en raison de « malentendus profonds » sur différents dossiers, dont la question du Sahara occidental, ainsi que la mise à l'écart de Rabat dans des négociations sur l'avenir de la Libye lors d'une conférence organisée à Berlin en janvier 2020. Le ministère des Affaires étrangères du Maroc déclare souhaiter préserver sa relation avec l'Allemagne, mais conditionne une reprise des contacts bilatéraux à ce que des réponses soient apportées sur différentes questions posées.
Les relations bilatérales germano-marocaines s'apaisent en décembre 2021 sur à des communiqués de leurs deux ministères des Affaires étrangères, commençant par le nouveau gouvernement allemand (succédant à celui d'Angela Merkel), soulignant l'importance et la qualité de leur partenariat. Berlin réaffirme toutefois le 15 décembre sa position sur le statut du Sahara occidental, considérant que son statut devait se régler sous la direction des Nations unies. tout en reconnaissant, que l’offre d’autonomie marocaine était une « importante contribution » pour résoudre le conflit. En réaction Rabat accepte finalement de renouer ses relations suspendues avec Berlin. En février 2022, le chef de la diplomatie marocaine Nasser Bourita s’entretient par visioconférence avec son homologue allemande, Annalena Baerbock dans l'objectif d’entamer un « nouveau dialogue » afin de « surmonter les malentendus et d’approfondir les relations bilatérales ».

### Relations avec la Russie
Pendant la guerre froide, le rapprochement du Maroc avec les États-Unis ne l'empêche pas Hassan II d'entretenir de bonnes relations avec les pays du Bloc de l'Est.

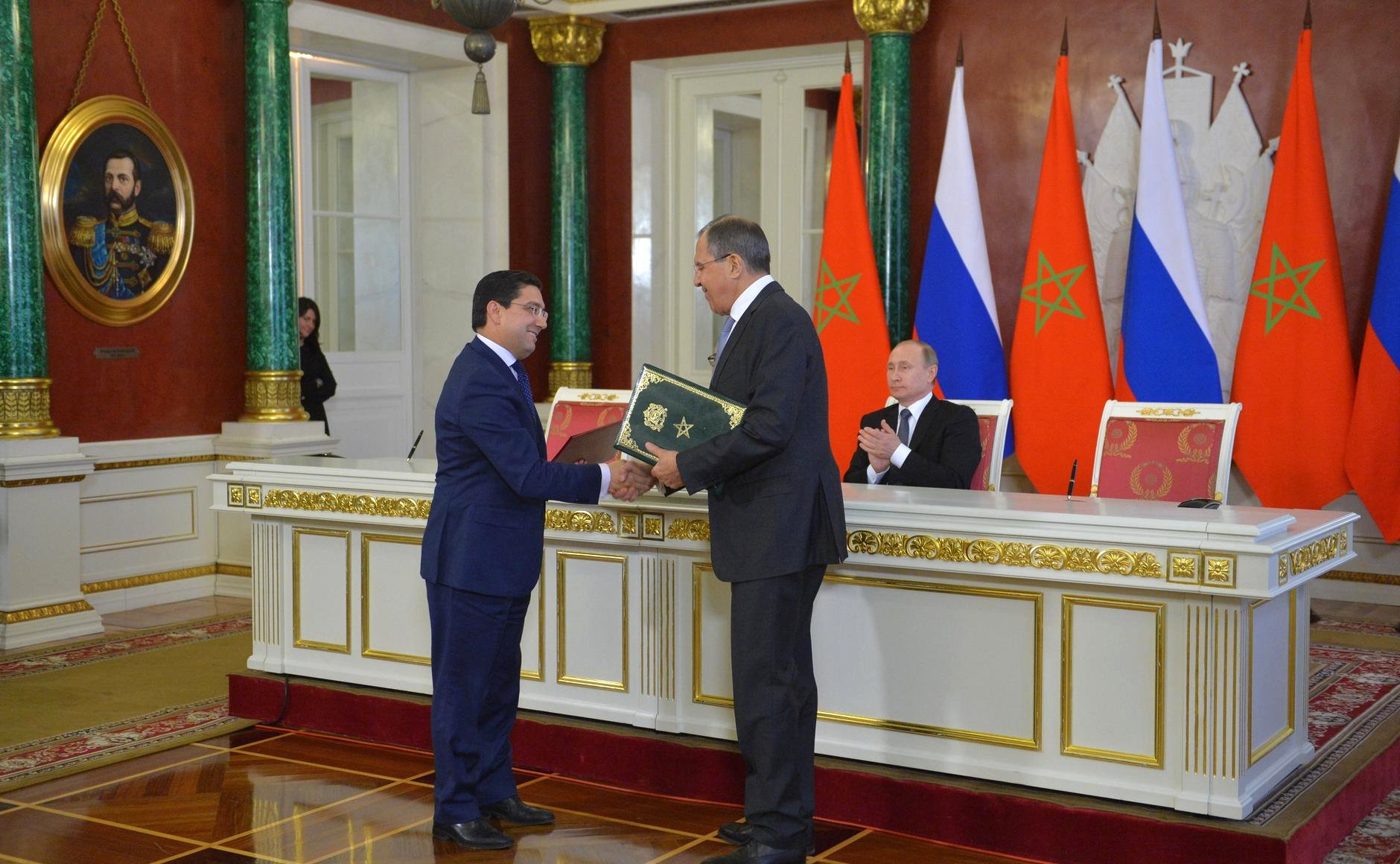
Nasser Bourita et son homologue russe Sergei Lavrov en mars 2016.

En 2015, le montant des échanges entre le Maroc et la Russie sont d'environ 2,5 milliards de dollars. Le royaume exporte des produits agro-alimentaires vers la Russie, d'où il importe des engrais organiques et minéraux, des métaux, des véhicules utilitaires, de la pâte à papier ou des hydrocarbures et autres produits pétrochimiques. Hors armement, le Maroc est le premier partenaire commercial de la Russie, cette dernière affichant en 2021 un excédent de 780 millions de dollars dans les échanges bilatéraux, les produits russes étant jugés d'autant plus indispensables à la diversification industrielle du royaume qu’ils sont moins onéreux que ceux de la concurrence occidentale.
Les chefs d'État Mohammed VI et Vladimir Poutine se sont rencontrés en 2002 en Russie, en 2006 au Maroc, puis de nouveau en Russie en 2016.
Sur le dossier du Sahara occidental, Moscou adopte une position de neutralité, et n’a jamais reconnu le Polisario, tout en affirmant par la voix de son ministre des Affaires étrangères Sergueï Lavrov rejeter « toute mesure unilatérale concernant la résolution du conflit opposant le Front Polisario au Maroc » incluant la décision de Donald Trump en 2019 Ce que veut éviter la diplomatie marocaine, c’est soit un soutien russe à une initiative algérienne qui tenterait de relancer le processus onusien de règlement du conflit par le biais d’un référendum d’autodétermination des populations sahraouies, ou un veto de Moscou à l’encontre d’une proposition alternative que le Maroc espère un jour voir adoptée par l’ONU (autonomie, mais sous souveraineté marocaine). En raison de cette nécessité de ne pas contrarier diplomatiquement la Russie, le Maroc se distingue pendant l'invasion russe de l'Ukraine en 2022 par son refus de voter des résolutions condamnant cette invasion à l'Assemblée générale de l'ONU, malgré les incitations de ses alliés occidentaux. En réaction, le président ukrainien Volodymyr Zelensky décide de limoger Oksana Vassilieva, l'ambassadrice de son pays au Maroc.

### Relations avec l'Ukraine
Pendant l'invasion russe de l'Ukraine en 2022, le Maroc, à la politique étrangère historiquement équilibrée, choisit de prendre le parti du pays agressé en fournissant à l'Ukraine, par l'intermédiaire de la République tchèque, des chars d'assaut T-72B prélevés dans les Forces armées royales marocaines,. Ces véhicules de fabrication russe sont connus par les combattants ukrainiens qui sont rapidement opérationnels pour les utiliser, contrairement aux chars européens ou américains.

### Relations avec Royaume-Uni

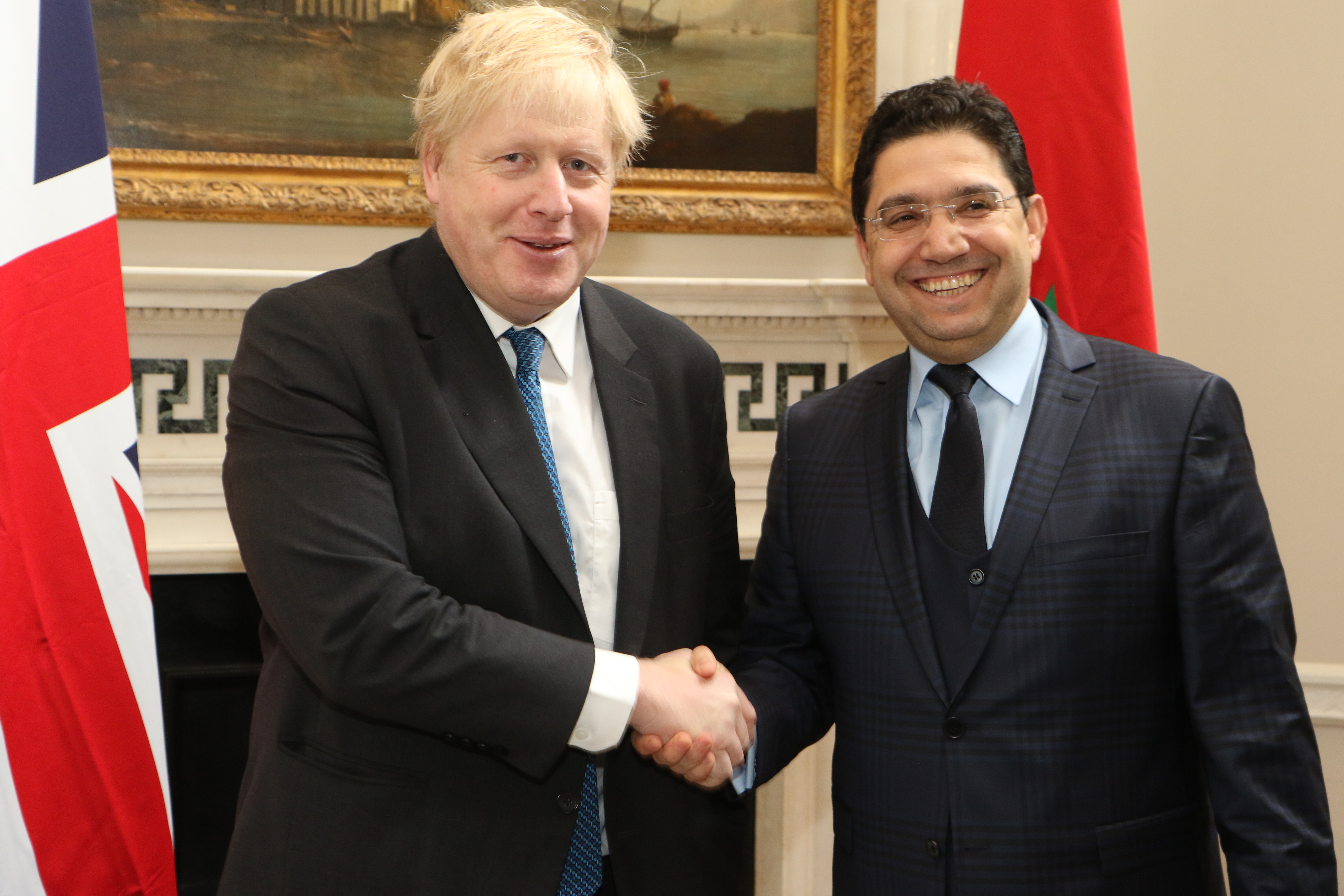
Rencontre entre Nasser Bourita et le Premier ministre britannique Boris Johnson à Londres en mai 2018

En juin 2025, le Royaume-Uni change sa position sur le statut du Sahara occidental. Jusque-là la Royaume-Uni considérait le Sahara occidental comme ayant un statut « indéterminé » et soutenait les efforts de l'ONU. Le ministre des Affaires étrangères britannique, David Lammy, en visite à Rabat, apporte son soutien à la proposition d'autonomie du Sahara occidental établie par le Maroc, considérant qu'il s'agit de la « base la plus crédible, la plus viable et la plus pragmatique pour une résolution durable du différend » entre le Maroc et le Front Polisario.

### Relations avec le Vatican
Le pape François se rend à Rabat en mars 2019, où il rencontre le roi Mohammed VI. En septembre 2023, à la suite du séisme au Maroc qui fait plus de 2000 victimes autour du Haut Atlas, le pape François sa profonde solidarité envers les Marocains.

## Relations avec les pays américains

### Relations avec les États-Unis

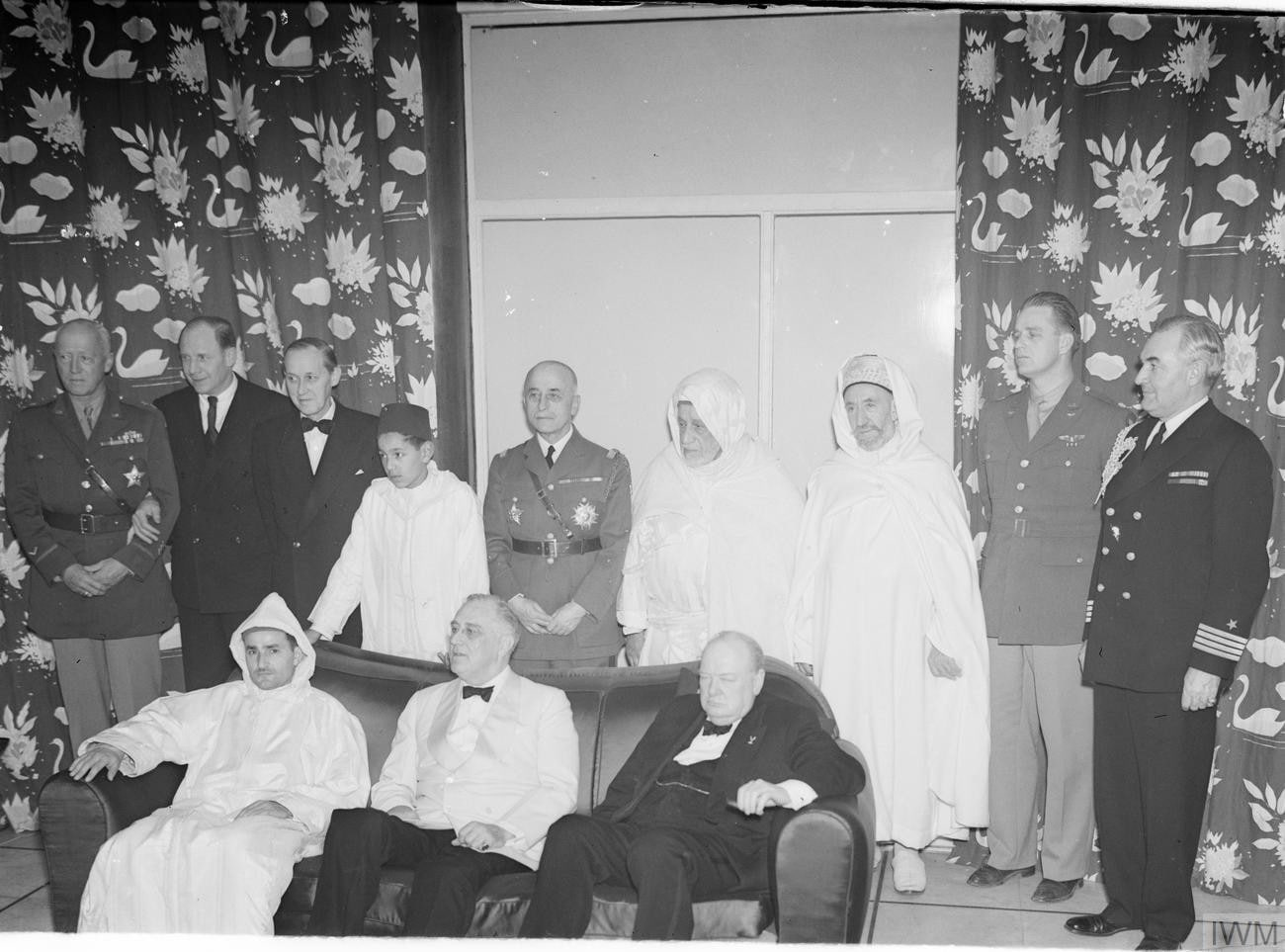
Conférence des alliées à Casablanca en janvier 1943, en présence du sultan Mohammed V et de son fils Hassan de 13 ans, du président américain Franklin Roosevelt et du Premier ministre britannique Winston Churchill.

Pendant la Seconde Guerre mondiale, l’armée américaine s’implante au Maroc, voyant son effectif atteindre à 65 000 hommes en novembre 1942, stationnés essentiellement à Casablanca, Marrakech et à Agadir. Le 22 janvier 1943, le président Roosevelt rencontre le roi Mohammed V à la conférence d’Anfa, lui exprime sa sympathie pour l’aspiration à l’indépendance des peuples coloniaux et évoque une collaboration économique américano-marocaine après la guerre.
En 1947, le Maroc paraît entrer dans la stratégie américaine comme réserve stratégique indispensable pour encercler l’Union soviétique.

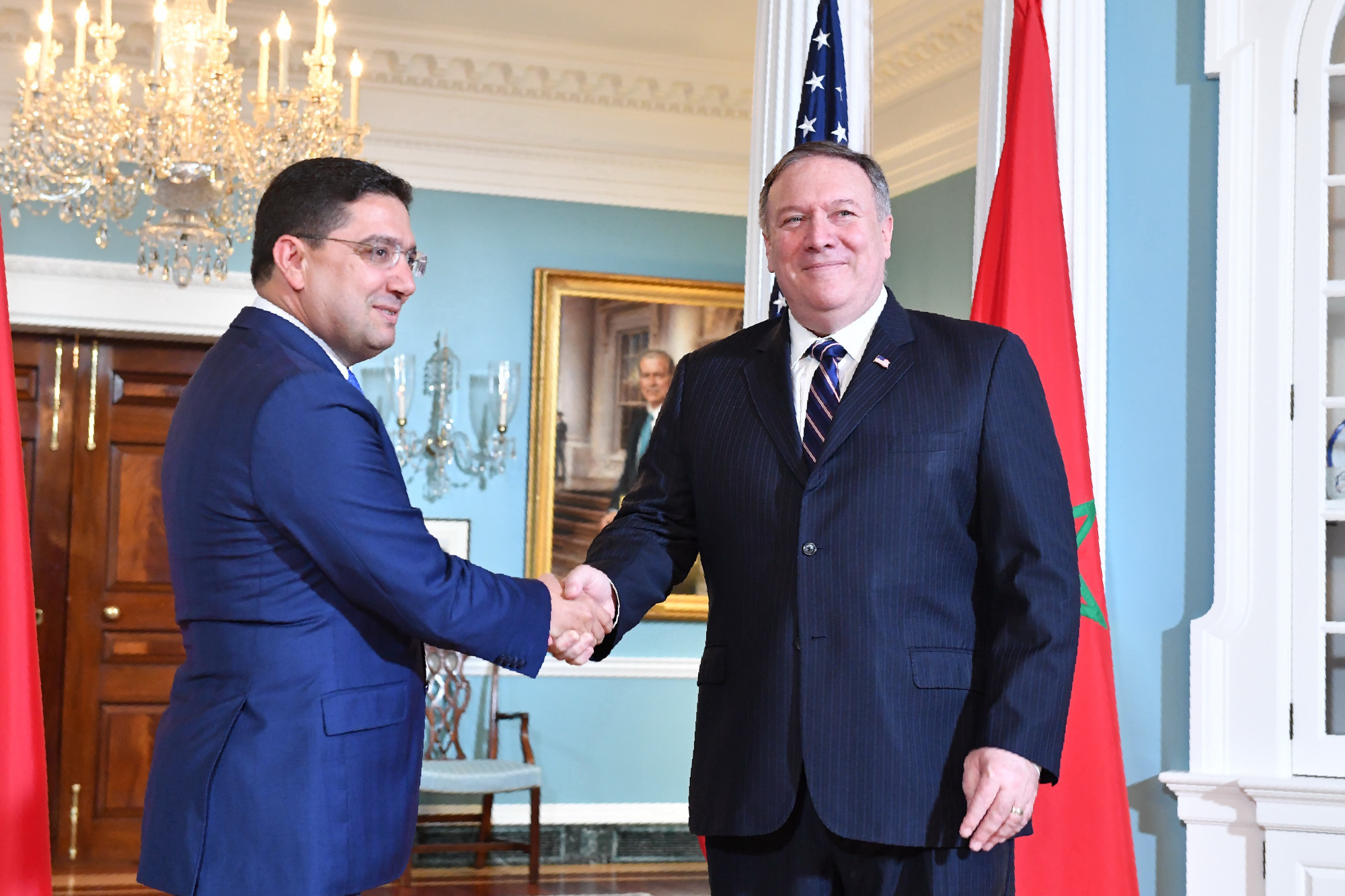
Rencontre entre Nasser Bourita et Mike Pompeo, secrétaire d'État des États-Unis dans l'administration de Donald Trump.

En décembre 1959, trois ans après l'indépendance marocaine, le président américain Dwight David Eisenhower se rend à Rabat pour discuter des bases militaires américaines implantées au Maroc depuis la Seconde Guerre mondiale. Le roi Hassan II se rend aux États-Unis en 1963, où il obtient une aide économique et militaire en contrepartie de son engagement dans le camp occidental pendant la guerre froide. Entre 1957 et 1963, l’aide officiellement accordée par les États-Unis au Maroc s’élève environ à 400 millions de dollars, comprenant quatre formes principales : assistance de soutien, prêt au développement, « vivres pour la paix » et dons au développement.

Rencontre entre le roi du Maroc Hassan II et le président américain Jimmy Carter en novembre 1978.

L'aide américaine au Maroc est suspendue en 1964 à la suite de la crise des missiles de Cuba en 1962, pour sanctionner le Maroc d'avoir continué d'exporter du phosphate et importé du sucre de l'île des Caraïbes. Celle-ci est rétablie après des assurances données par Rabat.
Le roi Hassan II se rend de nouveau aux États-Unis en février 1967 pour faire part des préoccupations sécuritaires du royaume chérifien dans un contexte de détérioration de ses relations avec l'Algérie. Le président américain Lyndon B. Johnson réagit favorablement à cette demande, et une aide supplémentaire alimentaire est octroyée au Maroc par Washington pour compenser une mauvaise récolte de céréales.
Cette amitié entre le Maroc est les États-Unis se poursuit après la fin de la guerre froide et le règne de Mohammed VI.
En 2006, un accord de libre-échange est signé entre les deux États, éliminant les droits de douane sur plus de 95 % des produits échangés.
En décembre 2020, le président américain Donald Trump annonce la reconnaissance par Washington de la souveraineté marocaine sur le Sahara occidental. Les États-Unis bénéficient d'un contexte international particulièrement peu risqué pour cette décision : le pouvoir algérien est affaibli par d'importantes manifestations contestant sa légitimité, et l’ONU est incapable de régler le dossier depuis 1991. En janvier 2021, l'ambassadeur des États-Unis au Maroc David T. Fischer annonce le lancement officiel du processus d’ouverture d’un consulat américain au Sahara occidental.
Toutefois, le mois suivant, l'administration du nouveau président américain Joe Biden semble prendre ses distances avec la décision de Donald Trump, sans pour autant revenir clairement dessus. Le 17 février, une lettre ouverte est adressée à Joe Biden par 27 sénateurs américains emmenés par le républicain James Inhofe et le démocrate Patrick Leahy pour l’inciter à revenir sur la décision de reconnaître la souveraineté du Maroc sur le Sahara occidental, et organiser un référendum d’autodétermination. La semaine suivante, après avoir exprimé sa satisfaction pour la normalisation des relations entre le Maroc et Israël, le porte-parole du département d’État Ned Price déclare que les États-Unis « soutiennent le processus onusien pour trouver une solution juste et durable au conflit ».

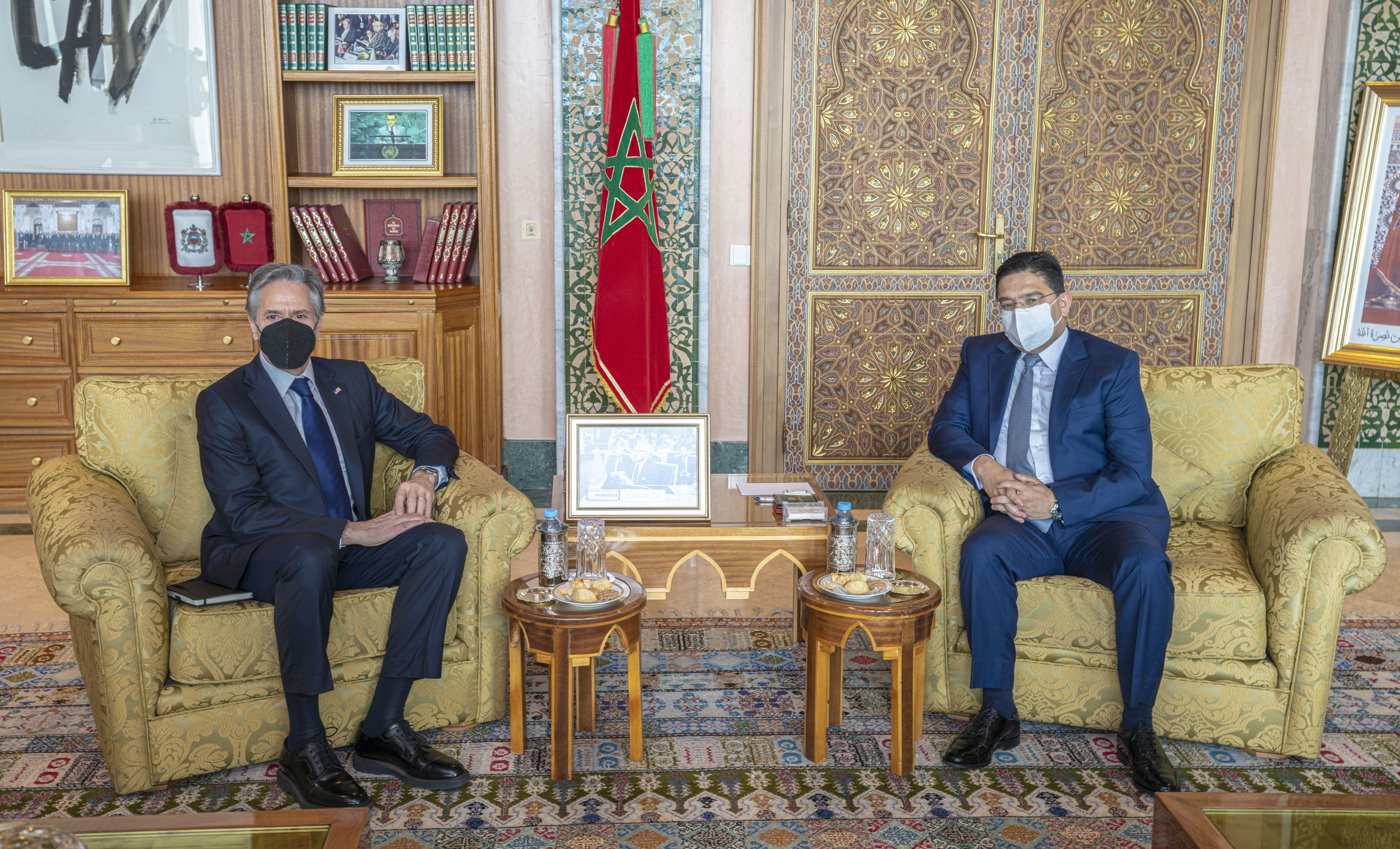
Rencontre entre Nasser Bourita et son homologue américain Antony Blinken à Rabat en mars 2022

En mars 2022, le secrétaire d'État des États-Unis Antony Blinken se rend au Maroc et rencontre son homologue marocain Nasser Bourita, ainsi que le Premier ministre marocain Aziz Akhannouch et le prince émirati Mohammad ben Zayed al-Nahyane qui a une résidence au Maroc. Ses entretiens portent sur la question du Sahara occidental, la sécurité bilatérale et régionale, la lutte antiterroriste au Sahel, les droits humains mais aussi l’impact économique du conflit en Ukraine, comme la flambée des prix des matières premières et le risque de pénurie de blé.

### Relations avec Haïti
En décembre 2020, la république d'Haïti inaugure une ambassade à Rabat, et annonce l'ouverture d'un consulat dans la ville côtière de Dakhla, au Sahara occidental, reconnaissant ainsi la souveraineté marocaine sur ce territoire.

## Relations avec les pays du Moyen-Orient

### Relations avec les pays du Golfe
Entre 2014 et 2019, le Maroc participe à la guerre civile au Yémen au sein d'une coalition menée par l'Arabie saoudite en appui au gouvernement d'Abdrabbo Mansour Hadi.
En 2017 le golfe est secouée par une crise diplomatique marquée par la rupture des relations entre l’Arabie saoudite et les Émirats arabes unis d'une part, et le Qatar d'autre part. Contrairement à l'Égypte et à la Mauritanie, le Maroc décide de maintenir ses relations diplomatiques avec la Qatar, provoquant d'importantes tensions entre le royaume chérifien et l'Arabie saoudite. Le Maroc apporte en outre une aide alimentaire à l'émirat, et annonce maintenir ses lignes aériennes, refusant d'appliquer l'embargo saoudien.
En novembre 2020, le roi de Bahreïn, Hamad Ben Issa Al Khalifa, annonce l'ouverture d'un consulat à Laâyoune, au Sahara occidental, revenant à  reconnaître la légitimité de la présence marocaine dans ce territoire. Ce consulat est inauguré le mois suivant.

### Relations avec l'Iran
Entre 2009 et 2014, le Maroc décide de rompre unilatéralement ses relations avec Téhéran, accusant un haut responsable iranien d’avoir déclaré que le Bahreïn était « la quatorzième province iranienne  ».
Le 1er mai 2018, le Maroc annonce à nouveau la rupture de ses relations diplomatiques avec l'Iran, justifiant sa décision par un soutien matériel apporté par le gouvernement iranien au Front Polisario, mouvement indépendantiste du Sahara occidental, via le Hezbollah,. Ces accusations sont néanmoins rejetées par le ministre iranien des Affaires étrangères, Mohammad Djavad Zarif.

### Relations avec l'Irak
En 1990, le Maroc se distingue comme faisant partie des pays arabes ayant envoyé un contingent au Koweït aux côtés des Occidentaux pendant la guerre du Golfe, malgré une forte désapprobation de la population marocaine. Cette participation de l'armée marocaine à la guerre contre l'Irak provoque une grève générale en décembre 1990, suivie en février 1991 de manifestations rassemblant plus de 300 000 personnes à Rabat.
Pendant la seconde guerre civile irakienne, le Maroc participe à la coalition internationale contre l'État islamique en envoyant plusieurs F-16 et pilotes, placés sous le commandement émirati. Mais des divergences entre Bagdad et le Rabat apparaissent après la fin de la guerre : en mai 2018, Rabat rompt ses relations diplomatiques avec Téhéran, partenaire essentielle de l'Irak dans la région, puis normalise ses relations avec Israël, son ennemi juré en décembre 2020.
Malgré ces divergences dans leurs intérêt stratégiques, Bagdad et Rabat se rapprochent lors d'une visite dans la capitale irakienne du chef de la Diplomatie marocaine Nasser Bourita en janvier 2023. Reçu par son homologue irakien Fouad Hussein, il annonce la réouverture de l'ambassade marocaine à Bagdad, fermé pour des raisons sécuritaires depuis 2005 et transférée en Jordanie. Le chef de la diplomatie irakienne évoque le début d'une « nouvelle ère » dans les relations irako-marocaines, déclare vouloir encourager la « coopération commerciale et économique dans tous les domaines », et apporte le soutien de l'Irak « l'unité territoriale du royaume du Maroc et aux efforts onusiens pour arriver à une solution définitive concernant la question du Sahara occidental ».

### Relations avec la Jordanie
Les relations diplomatiques entre la Jordanie et le Maroc sont caractérisées par des affinités fortes, pour plusieurs raisons :
- Ces deux pays sont des monarchies, et leurs souverains, Abdallah II et Mohammed VI sont proches en âge, arrivés sur le trône la même année (1999) et entretiennent une amitié de longue date[86].
- Les deux souverains partagent la pratique de l’islam sunnite et leurs deux dynasties, hachémite et alaouite et revendiquent leur descendance du prophète de l'islam Mahomet[87].
- Les deux gouvernements se sont entraidés lorsqu'ils ont chacun subi une tentative de coup d'État au début des années 1970 (septembre noir en Jordanie en 1971, le coup d'État des aviateurs en 1972 au Maroc), et d'importants mouvements de contestation en 2011[86].
- Tous deux font partie des pays arabes à entretenir des relations diplomatiques avec Israël (le Maroc ayant normalisé ses relations en décembre 2020), tout en ayant tenant rôle essentiel de médiateur dans le conflit israélo-palestinien et de gérant des lieux saints musulmans à Jérusalem-Est[67].

Dans les vingt premières années de son règne, entre 1999 et 2019, le roi Abdallah II s'est rendu au Maroc à six reprises, tandis que Mohammed VI s'est rendu à Amman en mars 2012. Lors de sa dernière visite, celui-ci rencontre son homologue marocain, et les deux souverains publient un communiqué commun affirmant vouloir « hisser les relations de fraternité et de coopération entre le Maroc et la Jordanie au niveau d’un partenariat stratégique multidimensionnel ». En novembre 2020, la Jordanie annonce l'ouverture d'un consulat à Laâyoune, reconnaissance de fait le Sahara occidental comme territoire marocain.

### Relations avec la Syrie
En 1973, lors de la guerre du Kippour, environ 5 500 soldats marocains combattent dans les rangs de l'armée syrienne contre Israël.
Le Maroc et la Syrie sont membres de l'Organisation de la coopération islamique et de la Ligue arabe, mais la Syrie en est actuellement suspendue en raison de la guerre civile en cours depuis 2011.
Durant la guerre civile, le Maroc soutient la rébellion et expulse l'ambassadeur syrien en 2012 pour protester contre les exactions commises par Bachar el-Assad.

### Relations avec Israël

#### Communauté israélienne d'origine marocaine
Près de 700 000 Israéliens sont des juifs originaires du Maroc, ce qui en fait la deuxième plus importante communauté du pays après les juifs originaires de Russie (environ un million d'individus). Cette communauté ayant gardé des relations affectives fortes avec leur pays d'origine, représente un vivier touristique important pour le Maroc, et par conséquent une source de devise intéressante. La communauté juive restante au Maroc est estimée à environ 2000 individus.

#### Relations officieuses entre 1948 et 2020
Historiquement, le Maroc abrite d’importantes communautés juives, nourries par diverses vagues de réfugiés à la suite des persécutions dont les juifs étaient victimes en Europe, principalement en Espagne après la fin de la Reconquista en 1492.

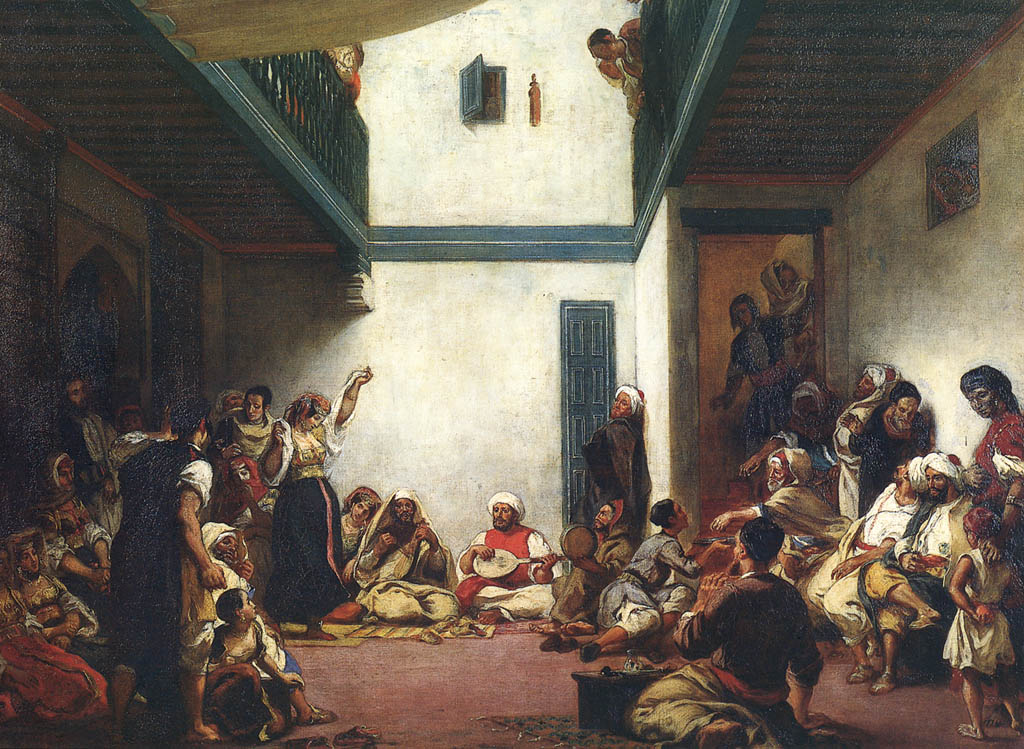
Mariage de juifs marocains à Meknès par Eugène Delacroix, musée du Louvre, Paris.

Lors de la Seconde Guerre mondiale, le futur roi Mohammed V résiste aux injonctions du gouvernement de Vichy en France exigeant l'arrestation des juifs marocains (qui représentent alors environ 265 000 individus), ce qui lui vaut d'obtenir plus tard la distinction de juste parmi les nations.
En mai 1948, comme dans d’autres pays du monde arabe, la naissance de l’État d’Israël provoque des manifestations violentes qui ont fait plus une quarantaine de morts au cours des émeutes d'Oujda et de Jerada, et provoque le départ de 150 à 180 000 juifs marocains entre 1950 et 1967.
Au début des années 1960, alors que 60 000 juifs continuaient de vivre au Maroc, des accords secrets sont conclus entre le roi Mohammed V et le gouvernement israélien pour permettre aux juifs marocains d'émigrer en Israël.
Sous le règne de Hassan II, les relations entre la Maroc et l'État hébreu sont ambivalentes, et marquées par un équilibriste du souverain chérif entre Arabes et Israéliens, se posant en interlocuteur incontournable dans le processus de paix au Proche-Orient. Sans franchir le pas d'une reconnaissance d'Israël, Hassan II noue une coopération secrète, sécuritaire et commerciale avec l'État hébreu.
Lors du sommet de la Ligue arabe en janvier 1964, Hassan II appelle les pays arabes à adopter une attitude réaliste à l’égard du conflit israélo-arabe, ce qui lui permet d’être l’interlocuteur privilégié des Occidentaux et de renforcer la position du Maroc au sein de la Ligue.
En septembre 1965 Hassan II accueille une réunion secrète des dirigeants arabes, destinée à évaluer leur capacité à attaquer l’État hébreu. Cependant, n'ayant pas confiance envers ses invités de la Ligue arabe, le roi Hassan enregistre les échanges au profit du Mossad, leur révélant que les États arabes sont mal préparés et divisés. Sur la base de ces renseignements, Israël lance une attaque préventive le 5 juin 1967 contre les aérodromes égyptiens, dont la quasi-totalité des avions sont détruits, qui s'avère décisive pour la victoire de la guerre des Six Jours.
Néanmoins, la défaite arabe lors de la guerre de 1967 déclenche une hostilité croissante envers les juifs du Maroc, et accentue leur exode vers Israël. Quelques années plus tard, le Maroc appuie les armées arabes contre Israël lors de la guerre du Kippour de 1973, dont l'issue est indécise.
En 1975, le roi Hassan II crée le comité Al-Qods, pour dénoncer la volonté d’Israël d’occuper, de judaïser et d’altérer les monuments de civilisation musulmans et chrétiens de la ville d’Al-Qods (nom arabe de Jérusalem), dont le siège est toujours à Rabat et dont le roi du Maroc est toujours actuellement le président. À l'époque, l'objectif d'Hassan II est double : conforter son statut de Commandeur des croyants face à des courants islamistes de plus en plus prégnants en monopolisant le champ religieux où la cause palestinienne est un important vecteur de mobilisation ; et jouer au sein du monde arabo-musulman un rôle d’équilibre diplomatique et humanitaire, avec comme enjeu la préservation de bons rapports avec Israël.
En mai 1984, le roi Hassan II accueille un congrès des communautés juives du Maroc en présence d’une soixantaine de personnalités israéliennes, puis en juillet 1986. Il reçoit le Premier ministre israélien Shimon Pérès à Ifrane. À l’instar de plusieurs autres pays arabes, le Maroc ouvre un bureau de liaison avec Israël en 1994, mais le ferme en 2000 en raison de la seconde intifada (avant de le rouvrir vingt ans plus tard).
Mais la rupture des relations diplomatiques n’a pas entravé les relations militaires et économiques des deux États, tandis que Mohammed VI, à son arrivée sur le trône en 1999, poursuit la politique étrangère modérée et équilibrée de son père dans la gestion du conflit israélo-arabe. À la fin des années 2010, les échanges commerciaux sont estimés à environ 50 millions de dollars par an, notamment dans l’agro-industrie, les semences et la technologie. Entre 2014 et 2017, leurs échanges bilatéraux dépassent les 149 millions de dollars, faisant du Maroc le quatrième partenaire africain d’Israël en matière d’importation et le neuvième en matière d’exportation.

#### Relations officielles depuis 2020
Le Maroc officialise ses relation avec Israël en décembre 2020, suivant l'exemple de plusieurs pays arabes : Égypte (1967) (voir relations entre l'Égypte et Israël), de la Jordanie (1994) (voir traité de paix israélo-jordanien), des Émirats arabes unis, du Bahreïn et du Soudan (2020) (voir accords d'Abraham). Le Maroc consent à cette reconnaissance à la demande du gouvernement américain de Donald Trump, qui s'engage à reconnaître la souveraineté du Maroc sur le Sahara occidental. Dans la foulée, Amir Ohana, le ministre israélien de la Sécurité intérieure, déclare que le Maroc rejoint un groupe de pays qui conduisent des exercices militaires avec l’armée israélienne.
Néanmoins, Mohammed VI appelle aussi Mahmoud Abbas pour lui signifier que cette normalisation avec Israël n’affectera pas l’engagement du pays en faveur d’une résolution du conflit israélo-palestinien, ni sa position en faveur d’une solution à deux États. En outre, en sa qualité de président du Comité al-Qods, le roi souligne la nécessité de préserver le statut spécial de Jérusalem, et faire accepter l’identité de la mosquée al-Aqsa.

Le 5 mai 2021, le chef de la diplomatie marocaine Nasser Bourita participe à une visioconférence avec le lobby sioniste américain, American Israel Public Affairs Committee, lors de laquelle il déclare :

« Le Maroc est contre ceux qui sont en train de contester l’existence même d’Israël. Le Maroc a été contre cela depuis les années 1980, et le roi Hassan II avait été clair à ce sujet. Depuis plusieurs décennies, nos pays ont toujours eu des contacts directs qui se sont vraiment formalisés en 1994, soit au lendemain de la signature des accords d’Oslo. Après, il y a eu une rupture des relations, mais en réalité, les contacts ne se sont pas interrompus. »

 Les jours suivants toutefois, la reprise des affrontements entre Israéliens et Palestiniens place le Maroc dans une position délicate. Le royaume s'abstient de prendre parti, se contentant de condamner des « violations inadmissibles et susceptibles d’attiser les tensions », sans préciser à quel camp s'adresse ce reproche, alors que le bilan du nombre de Palestiniens tués est beaucoup plus lourd que côté israélien.
En juillet 2021, le nouveau chef de la diplomatie israélienne Yaïr Lapid annonce qu'il va se rendre prochainement au Maroc, une première depuis la normalisation des relations entre les deux pays. Une semaine plus tard, le premier avion commercial reliant le Maroc depuis Israël atterrit à Marrakech amenant à son bord des centaines de touristes israélien. À noter toutefois qu'entre 50 000 et 70 000 touristes originaires d'Israël visitaient déjà le royaume chérifien les années précédent la normalisation de leurs relations, mais devaient transiter par d'autres pays. Avec le rétablissement des lignes aériennes directes, Rabat s'est donné pour objectif de faire passer ce flux à 200 000 touristes en 2022.
En août 2021, le chef de la diplomatie israélienne Yaïr Lapid se rend au Maroc marquant la première visite dans le royaume d’un haut responsable de l’État hébreu, sept mois après la normalisation des relations entre les deux pays. Il y rencontre son homologue Nasser Bourita et visite le mausolée royal où sont enterrés les rois Hassan II et Mohammad V. Les deux ministres annoncent ouvrir réciproquement des ambassades dans les mois suivants.
En mars 2022, le Maroc ouvre sa première liaison aérienne directe avec Israël, inaugurée par une un avion de Royal Air Maroc reliant Casablanca à Tel-Aviv, avec à son bord une délégation d'entrepreneurs marocains. Le Maroc escompte une manne touristique de 200.000 visiteurs israéliens par an (contre 50.000 en 2021), avec ces vols directs proposés entre les deux pays pour 400 euros. En juin 2023, des soldats israéliens participent pour la première fois à des manœuvres au Maroc, au sein de l'exercice international « African Lion 2023 ». Sur surlendemain, le président de la Knesset (le parlement israélien), Amir Ohana, se rend au Maroc, et se déclare favorable à la reconnaissance par Israël de la souveraineté du Maroc sur le Sahara occidental. Le mois suivant, Israël reconnait officiellement la souveraineté du Maroc sur le Sahara occidental dans une lettre du Premier ministre israélien Benyamin Nétanyahou adressée au roi du Maroc Mohammed VI.

## Relations avec le reste de l'Asie

### Relations avec la Chine
Depuis l'indépendance du Maroc, les liens entre royaume et la Chine sont caractérisés par des relations diplomatiques cordiales, mais une faible coopération économique avec des investissements chinois au Maroc inférieure à 200 millions de dollars dans les années 2010. Néanmoins, cette coopération sino-marocaine est en expansion, à l'image de l'intensification des rapports Chine-Afrique depuis le début des années 2000.
En mai 2016, roi Mohammed VI se rend en Chine en visite officielle, lors de laquelle quinze conventions sont signées entre des groupes marocains et chinois. Le premier projet visé par ces accords concerne le port de Tanger-Med, et concerne la création d’un grand parc industriel et résidentiel dans cette zone. Le groupe chino-allemand Linuo Paradigma, spécialisé dans la fabrication des chauffe-eaux solaires, société chinoise de construction d’autobus Yangtse Ltd, et le groupe de construction Marita Group évoquent l'implantation d'unités de production au Maroc.
En mars 2017, le groupe chinois Haite annonce la construction, dans le nord du Maroc, d'une nouvelle cité industrielle et résidentielle de 2 000 hectares pour un investissement de 1 milliard de dollars, en vue d'y accueillir 200 usines chinoises, soit la plus grande plate-forme industrielle chinoise sur le continent.
En janvier 2021, pendant la pandémie de Covid-19, le Maroc se tourne vers le groupe pharmaceutique chinois Sinopharm pour se fournir des vaccins pour sa population.

## Une position singulière dans le monde arabe

### Une proximité simultanée entre l'Afrique, l'Occident et le Moyen-Orient
Le roi Hassan II, considérant que le Maroc est « un arbre dont les racines sont en Afrique et le feuillage en Europe », s'est efforcé de nouer des liens forts avec les deux continents. Néanmoins, l'intégration du Maroc en Afrique ne résiste pas aux tensions causées par la position de certains États africains sur le Sahara occidental, provoquant le retrait du Maroc de l'Union africaine en 1984. Lorsque Mohammed VI lui succède en 1999, celui-ci retisse des liens étroits en multipliant les voyages chez les voisins du Maroc multipliant les accords bilatéraux, et encourageant les investissements marocains en Afrique subsaharienne qui attirait 85 % des investissements étrangers marocains en 2013.
Dans de nombreux dossiers, le Maroc se distingue en adoptant une position pragmatique et modérée, notamment :
- en gardant des relations étroites et amicales avec les anciennes puissances coloniales (Espagne et France) ;
- en adoptant une neutralité active, pendant la guerre froide permettant de garder simultanément de bonnes relations avec les deux blocs alors que la plupart des pays arabes ont pris le parti de l'Union soviétique (l’Égypte passe dans le camp américain en 1976)[62] ;
- en adoptant une position de médiateur entre Israël et Palestine, et en entretenant une coopération économique et sécuritaire avec l'État hébreu avec qui Rabat normalise des relations diplomatiques en décembre 2020[67] ;
- en soutenant le Qatar en 2017, mis au ban par ses voisins pendant la crise du Golfe[76].

Au début du XXIe siècle, l’Union européenne est à la fois le premier fournisseur et premier client du Maroc, les États-Unis et la France sont ses principaux partenaires militaires, tandis que l’Arabie saoudite et les Émirats arabes unis sont des partenaires politiques, diplomatiques et stratégiques majeurs.

### Une ouverture au bénéfice de l'économie
Le Maroc se distingue de ses voisins par une forte attractivité envers les investissements étrangers. Le royaume chérifien a notamment accepté une participation majoritaire des capitaux étrangers dans ses usines, réduit au minimum ses prétentions fiscales et bénéficié du concours de la France, ex-puissance coloniale pour ses infrastructures.
Ainsi, près de 80 % des capitaux de la Société marocaine de construction automobile sont détenus par des investisseurs étrangers, et 52,4 % pour l'usine de Renault-Nissan ouverte en 2012 à Tanger, qui produit près de 300.000 véhicules par an. L'industrie automobile au Maroc est largement dédiée à l'exportation, contrairement à l'Algérie et la Tunisie dont la production industrielle est essentiellement destinée à leurs marchés intérieurs, et majoritairement contrôlée par l'État.
Malgré l'arrivée tardive des investissements chinois au Maroc, par rapport au reste de l'Afrique, le Maroc surpasse en 2017 ses voisins africains en accueillant la plus grande plate-forme industrielle chinoise sur le continent.
En novembre 2018, la Maroc est l'un des premiers pays d'Afrique à bénéficier de l'installation d'une ligne à grande vitesse reliant les villes de Tanger et Kénitra sur la côte méditerranéenne.

### La question du Sahara occidental dans la politique étrangère du Maroc
Érigé en « cause nationale » le Sahara occidental est au centre des préoccupations politiques du Maroc depuis plus de quatre décennies. Dès lors, les positions adoptées par les gouvernements de pays étrangers vis-à-vis de la souveraineté revendiquée par le Maroc sur le Sahara occidental est au centre de la politique étrangère du royaume.
En avril 2004, Le Maroc rejette le plan de paix proposé par l’envoyé du secrétaire général des Nations unies pour le Sahara occidental, James Baker, qui envisageait le principe d’autodétermination avec élection d’une autorité locale à l’intérieur d’un Maroc souverain. En mai 2012, le Maroc décide de retirer sa confiance à l’émissaire de l’ONU pour le Sahara occidental, Christopher Ross, l’accusant de conduire un travail partial et déséquilibré.
La question de la souveraineté du Maroc sur le Sahara occidental est également au centre de la rivalité entre Alger et Rabat. Depuis juin 2019, les Éefforts diplomatiques marocains ont conduit 24 pays, dont 19 États africains, trois États arabes (Émirats Arabes Unis, Jordanie et Bahreïn), la États-Unis, République du Suriname et Haïti, à apporter leur soutien à la reconnaissance de la souveraineté du Maroc sur le Sahara occidental en ouvrant des consulats et des consulats généraux à Laâyoune ou Dakhla. Ce 15 janvier 2021, organise conjointement avec l’administration américaine une conférence sur le Sahara occidental, la France était le seul pays occidental, tandis que du côté africain, l’Afrique du Sud, le Nigeria, l’Éthiopie et le Kenya en sont absents.Ce mars 2022, l'Organisation des États de la Caraïbe orientale ouvre sa représentation au Dakhla.

### La diplomatie du sport
Selon l'auteur et analyste géopolitique Jean-Baptiste Guégan, le Maroc, sous le règne de Mohammed VI, se sert régulièrement du sport pour améliorer son image internationale et étendre encore son influence. Bénéficiant de son l’image d’un pays stable, très touristique et relativement sûr, le royaume chérifien se montre particulièrement actif dans le domaine du football, le sport le plus populaire en Afrique. Le Maroc a notamment organisé le Championnat d’Afrique des nations de 2018 (que son équipe nationale remporte), la Coupe d'Afrique des nations féminine de football en 2022, et s’est porté candidat à l’organisation de la Coupe du monde de football 2026, mais l'organisation de celle-ci est remportée par trio constitué par les États-Unis, le Canada et le Mexique.
En décembre 2022, le parcours exceptionnel de l'équipe du Maroc de football lors de la coupe du monde de 2022 provoque une grande ferveur des populations arabes et africaines pour le royaume chérifien, soft power sur lequel le gouvernement espère capitaliser engranger des gains économiques ainsi que diplomatiques.